# Samuele di Bulgaria
Samuele di Bulgaria (in bulgaro Самуил?, Samuil; X secolo – Prilep, 6 ottobre 1014) fu zar del Primo Impero bulgaro dal 997 al 6 ottobre 1014.
Dal 980 al 997 ricoprì il ruolo di generale sotto Romano di Bulgaria, secondo figlio dello zar Pietro I di Bulgaria, e suo co-regnante. Romano gli assegnò il comando dell'esercito e, probabilmente, anche potere politico. Samuele lottò alacremente per preservare l'indipendenza della sua terra dalla minaccia costituita dall'Impero bizantino, retto dall'ambizioso sovrano Basilio II, motivo per cui gli anni in cui fu al potere risultarono costellati di guerre.
Durante la sua parentesi come generale, egli era riuscito a infliggere diverse sconfitte importanti ai bizantini e a scagliare campagne offensive sul loro territorio. In seguito, alla fine del X secolo, le armate bulgare di Samuele conquistarono il Principato serbo di Doclea e condussero campagne contro i regni di Croazia e Ungheria. Tuttavia, dal 1001 in poi il sovrano bulgaro fu costretto a difendersi soprattutto dall'esercito romeo, il quale era riuscito a sovvertire l'andamento del conflitto. Samuele morì di infarto il 6 ottobre 1014, due mesi dopo la catastrofica battaglia di Kleidion, e la Bulgaria fu completamente sottomessa da Basilio II quattro anni dopo. Tale evento pose una prima volta termine alle guerre bulgaro-bizantine, trascinatesi per cinque decenni.
I suoi contemporanei giudicavano Samuele alla stregua di un uomo «invincibile nella potenza e insuperabile nella forza». Commenti simili furono fatti anche a Costantinopoli, con Giovanni Ciriote Geometra il quale scrisse una lirica in cui paragonava lo zar bulgaro alla cometa di Halley, apparsa in cielo sia nel 975 sia nel 989. Durante il regno di Samuele, la Bulgaria ottenne il controllo della maggior parte dei Balcani (con la significativa eccezione della Tracia), fino a sud della Grecia. Egli trasferì la capitale da Skopje a Ocrida, che era stato il centro culturale e militare della Bulgaria sud-occidentale fin dai tempi di Boris I (al potere dall'852 all'889), rendendo la città sede del Patriarcato bulgaro. Sebbene il regno di Samuele coincise con la fase finale di esistenza del Primo Impero bulgaro, egli viene considerato in Bulgaria e nella Macedonia del Nord come un sovrano dalla grande personalità.

## Biografia

### Primi anni

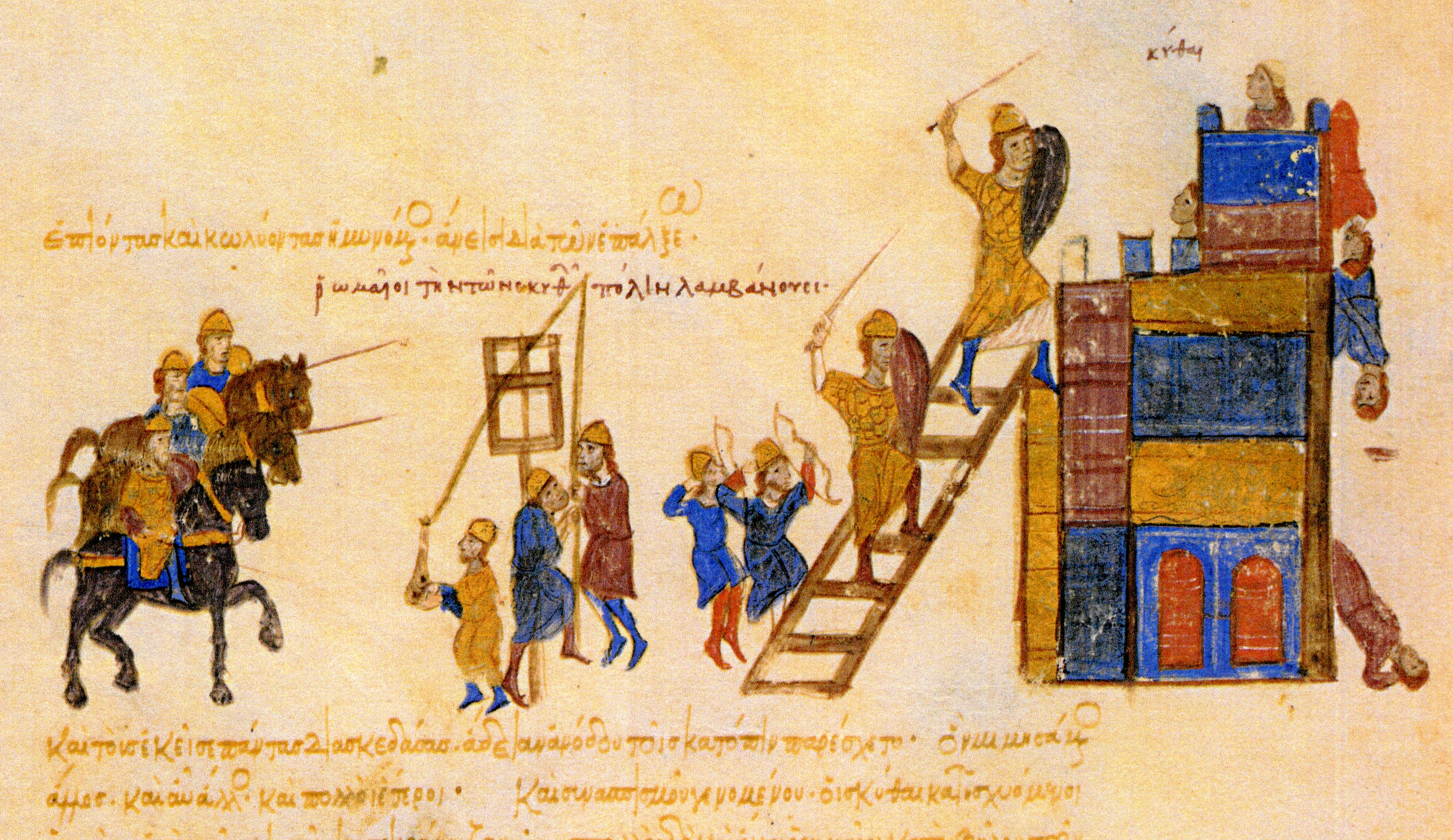
I bizantini assediano Preslav, la capitale della Bulgaria. L'attacco avvenne nell'aprile del 971

Samuele era uno dei figli di un nobile bulgaro di nome Nicola, forse conte (komes) di Sredets (Sofia), malgrado altre fonti riferiscano che esercitava la sua autorità da qualche parte nella Macedonia. Sua madre era Ripsima d'Armenia, una donna la quale partorì Samuele probabilmente dopo il 940. I figli di Nicola erano conosciuti con l'espressione "Cometopuli", la quale vuol dire letteralmente "i figli del komes", cioè del conte, il rango nobiliare vantato da Nicola, padre di Samuele. Quest'ultimo, Davide, Mosè e Aronne, i quattro figli di Nicola, avevano tutti nomi legati al Vecchio Testamento, una scelta questa motivata dal bisogno di rimarcare la propria distanza con il culto eretico dei bogomili. Secondo lo storico John Fine, ciò comunque non prova che uno dei fratelli possa aver provato interesse per il bogomilismo durante la sua vita.

### Invasione rus' e abdicazione di Boris
Durante il regno dello zar Pietro I, la Bulgaria prosperò grazie a una lunga pace stipulata con Bisanzio e assicurata dal matrimonio del sovrano bulgaro con la principessa bizantina Maria Lecapena. Dopo la morte di quest'ultima nel 963, tuttavia, la situazione tornò ad agitarsi e Pietro I inviò i suoi figli, Boris e Romano, a negoziare un accordo di pace tra la Bulgaria e Bisanzio. Pare che invece, durante l'incontro, i due furono detenuti come ostaggi alla corte romea. Durante questi anni, i romei e i bulgari erano rimasti coinvolti in una guerra a causa dell'invasione di Svjatoslav della Bulgaria. Il principe della Rus' di Kiev Svjatoslav, che invase la Bulgaria a più riprese, fu respinto dai bulgari. Subito dopo lo zar fu colpito da un ictus e decise di farsi monaco, morendo poco più tardi, ovvero nel 969. Poiché i suoi due eredi si trovavano nella capitale bizantina, il trono bulgaro rimase temporaneamente vacante. Samuele e i suoi fratelli colsero l'occasione per causare, come ritiene la maggioranza degli studiosi, lo scoppio di una rivolta nel 969. A Boris fu concesso di tornare in Bulgaria per riottenere il trono dai suoi padri, sedare l'insurrezione dei Cometopuli e opporsi a Svjatoslav, ma questi ebbe poco successo e dovette probabilmente accettare di divenire un vassallo del rus'. È possibile che Svjatoslav stesse immaginando di espandersi in Bulgaria, una terra che evidente offriva numerose ricchezze, e che egli decise di sfruttare il potenziale militare bulgaro a suo vantaggio contro l'Impero bizantino. Quando i bulgari e i rus' attaccarono Arcadiopoli fianco a fianco, come riferiscono alcune fonti bizantine, l'imperatore romeo Giovanni I Zimisce decise di intervenire. Questi invase senza indugio la Bulgaria, sbaragliò i suoi nemici e, grazie a una brillante e celere campagna militare, conquistò la capitale bulgara di Preslav nell'aprile del 971. Boris II di Bulgaria fu spogliato delle insegne reali in una cerimonia pubblica svoltasi a Costantinopoli, mentre lui e suo fratello Romano furono fatti prigionieri. La cerimonia del 971 fu eseguita a scopo simbolico per testimoniare la dissoluzione dell'Impero bulgaro; a tale evento fece seguito un provvedimento che scioglieva il patriarcato bulgaro. Malgrado ciò, i bizantini assorbirono soltanto la regione nord-orientale dell'Impero bulgaro, motivo per cui la parte occidentale, in particolare, la Macedonia sfuggì al controllo di Costantinopoli, o comunque de facto preservò una propria autonomia.
Nella regione della Macedonia, la famiglia del conte Nicola e i suoi quattro figli si stavano riorganizzando e intendevano guidare una campagna di riconquista dei territori perduti dall'impero bulgaro. I fattori che favorirono l'ascesa dei Cometopuli vanno ricercati negli stretti legami vantati da Nicola con l'antica corte reale di Preslav. Secondo alcuni autori, nello stesso anno in cui Nicola morì, il 970, i «figli del conte», Samuele, Davide, Mosè e Aronne, insorsero contro Giovanni I Zimisce. È verosimile che l'imperatore bizantino avesse pianificato una campagna contro la Macedonia, come lascerebbero intuire i ricollocamenti forzati della popolazione della Bulgaria orientale in Tracia. Tuttavia, quest'opportunità non si concretizzò mai per Giovanni, che non riuscì mai a scagliare tale assalto in quanto assorto da altre questioni politiche e militari.

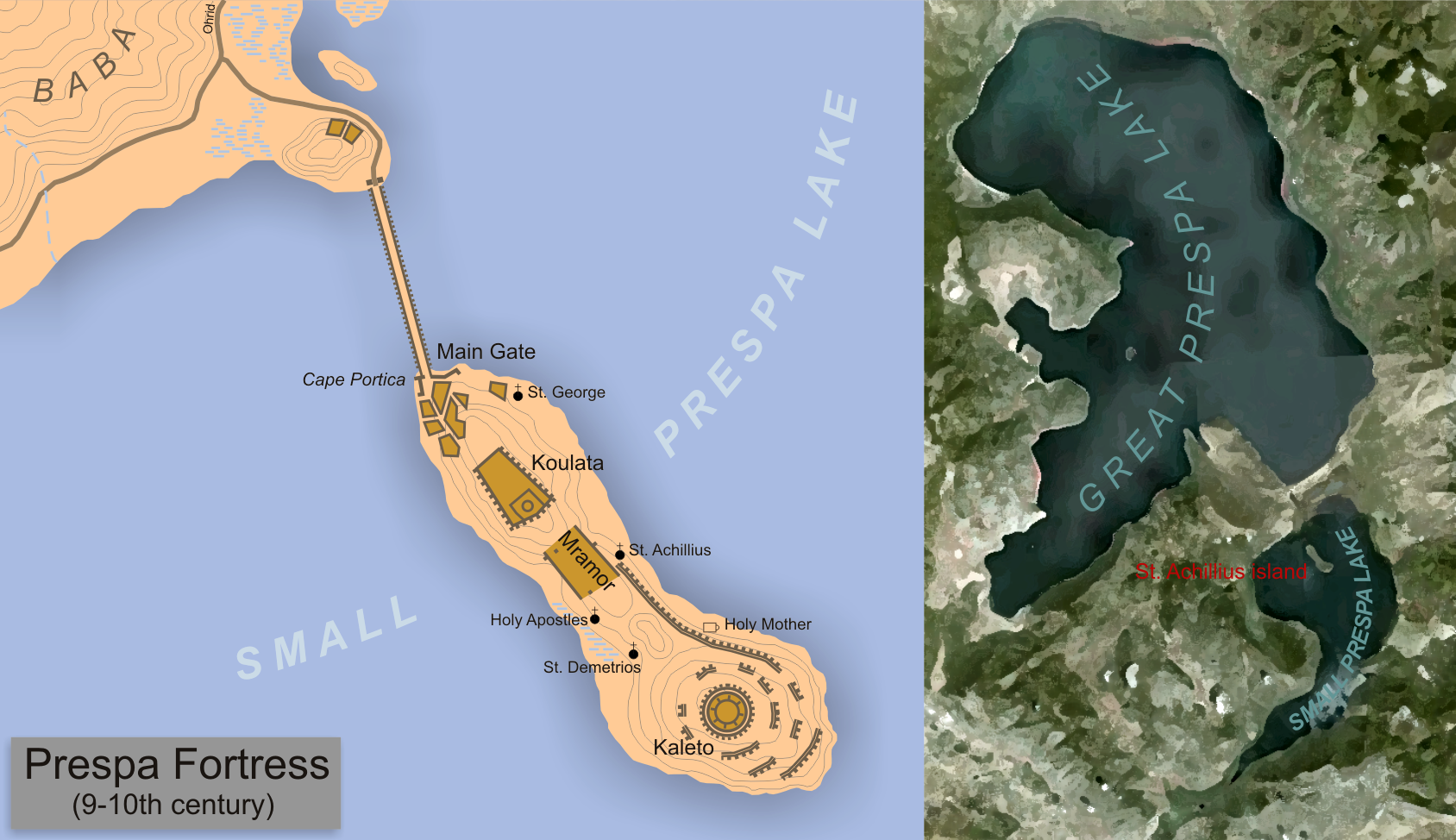
La fortezza di Prespa, in Bulgaria

Sono decisamente scarse le informazioni relative alla Bulgaria risalenti al periodo compreso tra il 971 e il 976. Nel 973, i Cometopuli inviarono degli ambasciatori al sacro romano imperatore Ottone I a Quedlinburg, nel tentativo di assicurarsi una protezione supplementare delle loro terre. Tuttavia, secondo lo storico Stjepan Antoljak, tale notizia non prova che i Cometopuli vantassero un riconoscimento internazionale già consolidato. I quattro fratelli sopraccitati governarono insieme attraverso una tetrarchia. Resta ignoto come essa esattamente funzionasse e si può solo presumere che, in un momento iniziale, il potere maggiore fosse riconosciuto in capo al primogenito Davide. Malgrado non si conosca alcuna fonte primaria che supporti queste ricostruzioni, gli studiosi hanno tentato di circoscrivere le rispettive aree di influenza dei quattro fratelli come segue. Davide esercitava la sua autorità sulle regioni meridionali e si preoccupava della difesa di una delle zone di confine più pericolose, la valle del fiume Vardar. Al contempo, da lì rappresentava una minaccia per la città di Tessalonica e la Tessaglia e i suoi possedimenti principali erano da Edessa (in bulgaro Voden?) e Almopia (Mǎglen). A nord-est vi era Mosè, che da Strumica (nell'odierna Macedonia) e dai dintorni poteva contare su una serie di avamposti per attaccare la Tracia occidentale bizantina e a Serres. Aronne si trovava invece a nord, a Sredets, e controllava la Macedonia nord-orientale; da lì i suoi obiettivi principali erano la fertile pianura settentrionale della Tracia e Filippopoli, possedute dai romei. A Samuele venne infine assegnata la Bulgaria nord-occidentale, sopra Serets e a ovest del fiume Iskăr, nella piana del Danubio, e il suo centro principale era la fortezza di Vidin. Da quella località egli sperava di impossessarsi di quanto l'impero bulgaro aveva perduto in precedenza a est e a nord-est. Alcuni documenti indicano che Davide giocò un ruolo importante in questo tumultuoso periodo della storia bulgara.

### Guerra con Bisanzio

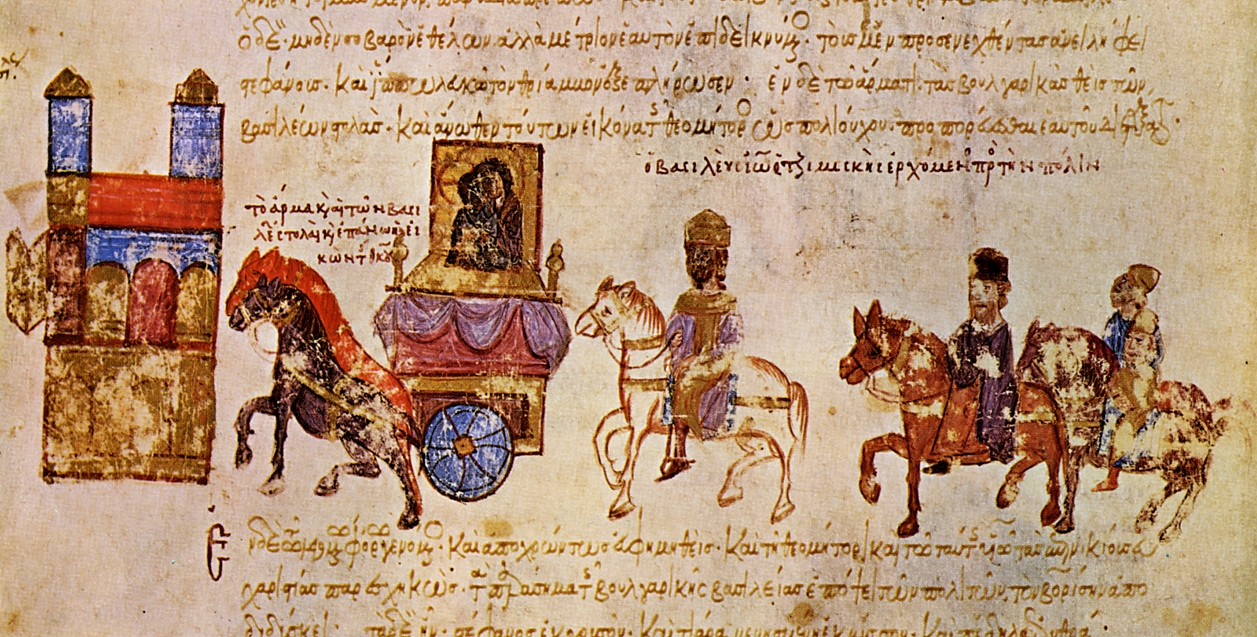
L'imperatore bizantino Giovanni I Zimisce torna in trionfo a Costantinopoli con Boris II di Bulgaria come suo prigioniero e le icone di Preslav

Gli storici John Fine e Georgij Ostrogorskij hanno sostenuto che la grande ribellione dei Cometopuli non esplose nel 970 ma nel 976, in quanto l'11 gennaio di quell'anno morì Giovanni Zimisce e si cercò di sfruttare la situazione a proprio vantaggio. I Cometopuli lanciarono un'offensiva lungo tutto il confine, malgrado nel giro di poche settimane Davide sia stato ucciso da un gruppo di valacchi e Mosè ferito a morte da una grossa pietra scagliata dalle mura durante l'assedio di Serres. Se non altro, le azioni dei fratelli nel sud fermarono l'avanzata di numerose truppe bizantine e facilitarono la liberazione della Bulgaria nord-orientale da parte di Samuele. Non riuscendo a prevalere sui campi di battaglia, il comandante bizantino decise di ritirarsi in Crimea.
I nobili e i funzionari bulgari che non si erano opposti alla conquista bizantina della regione furono giustiziati, e la guerra continuò a nord del Danubio fino a quando il nemico fu disperso e l'egemonia bulgara ripristinata. Dopo aver subito queste sconfitte nei Balcani, l'Impero bizantino piombò in una guerra civile. Il comandante dell'esercito d'Asia, Barda Sclero, si ribellò in Asia Minore e inviò le truppe sotto il comando del figlio Romano in Tracia per assediare Costantinopoli. Il nuovo imperatore Basilio II non disponeva di uomini sufficienti per combattere sia i bulgari che i ribelli e ricorse a tradimenti, cospirazioni e complicati intrighi diplomatici. Basilio II fece molte promesse ai bulgari e fece sì che Sclero non si alleasse con loro. Aronne, il fratello maggiore dei Cometopuli ancora in vita, era tentato dall'ipotesi di allearsi con i bizantini e di ottenere il potere in Bulgaria per sé. Pur essendone stato coinvolto, svolse probabilmente un ruolo secondario nelle campagne di Samuele, in quanto non si conosce nessuna operazione militare da lui condotta contro i bizantini. Nel 986, Basilio propose un accordo ad Aronne, ai sensi del quale egli avrebbe dovuto stringere la pace con i romei e in cambio avrebbe ricevuto la mano della sorella dell'imperatore, Anna. Basilio inviò al suo posto la moglie di uno dei suoi ufficiali al vescovo di Sebaste, però l'inganno fu scoperto e l'uomo di chiesa ucciso. Nonostante questo grave intoppo, i negoziati con Aronne proseguirono. Lo storico Giovanni Scilitze conferma che Aronne desiderava il potere esclusivamente per se stesso e che per questo «simpatizzava con i Romani». Lo storico Dennis Hupchick ha sottolineato la rilevanza di quest'informazione, sostenendo che probabilmente Aronne era di indole più conciliante rispetto al fratello nei confronti dei bizantini oppure che, a seguito della fama guadagnata da Samuele dopo le vittoriose battaglie del 976-977, fosse divenuto semplicemente geloso della gloria altrui. Comunque sia, Samuele venne a conoscenza della cospirazione e perse completamente la fiducia in lui. Il 14 giugno 976, durante un agguato avvenuto nei pressi di Dupnica, nella Bulgaria interna, la famiglia di Aronne venne trucidata. Fu solo grazie all'intervento del figlio di Samuele, Gavril Radomir, il quale implorò umilmente pietà agli assassini, che permise al giovane Giovanni Ladislao di avere salva la vita. Da quel momento in poi, praticamente tutto il potere dell'Impero bulgaro passò in mano a Samuele e il pericolo di un conflitto interno poté dirsi scongiurato. Tuttavia, un altro filone storiografico ha ritenuto che Aronne prese parte alla battaglia delle Porte di Traiano, avvenuta dieci anni dopo. Secondo questa teoria, Aronne perse la vita nel 987 o nel 988.

### Il duumvirato con Romano
Dopo che il piano bizantino di plagiare Aronne al proprio volere e causare instabilità in Bulgaria fallì, alcuni cercarono di incoraggiare i legittimi eredi al trono, Boris II e Romano, a opporsi a Samuele. È possibile che Basilio II sperasse di ottenere l'appoggio dei nobili e di isolare Samuele, oppure addirittura, nella migliore delle ipotesi, di favorire lo scoppio di una guerra civile bulgara. Boris e Romano fuggirono da Costantinopoli o furono semplicemente liberati nel 986, ma mentre attraversavano una foresta vicino al confine, Boris fu ucciso da guardie bulgare che furono tratte in inganno dai suoi abiti bizantini. Romano, il quale stava procedendo a una certa distanza, riuscì a scorgere le guardie e a sfuggirgli.
Romano venne portato a Vidin, dove fu proclamato zar di Bulgaria. Samuele divenne il suo primo luogotenente e generale e, assieme, i due allestirono un esercito in grado di fronteggiare i bizantini. Durante la prigionia, Romano era stato castrato per ordine di Giovanni I Zimisce, in modo che non potesse avere degli eredi e che fosse estromesso alla corsa per il titolo di zar. Questo evento favorì Samuele, in quanto gli garantì a tutti gli effetti di subentrare a Romano. Il nuovo imperatore affidò a Samuele l'amministrazione dello Stato ed egli si occupò degli affari ecclesiastici e religiosi.

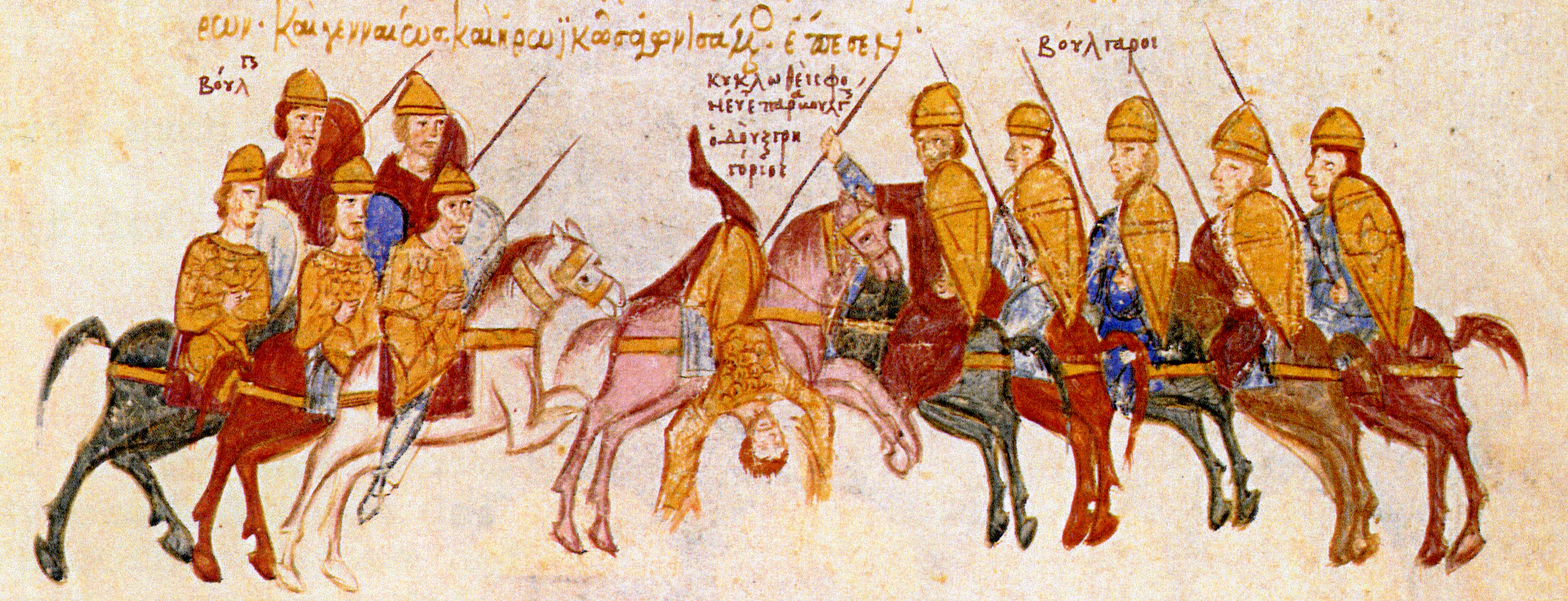
Durante la guerra civile scoppiata nell'Impero bizantino, i bulgari non solo riconquistarono le proprie terre nei Balcani, ma avanzarono in profondità nel territorio nemico

Mentre gli sforzi principali di Basilio II si concentravano contro il ribelle Sclero, gli eserciti di Samuele attaccarono i possedimenti europei dell'Impero bizantino. Partendo dapprima da Prespa e poi da Ocrida, Samuele completò il processo di riunificazione dell'intera Macedonia (malgrado senza acquisire Tessalonica) e poi sottomise al dominio bulgaro varie fortezze romee situate in Tessaglia, Grecia centrale e Peloponneso. Samuele voleva impadronirsi dell'importante fortezza di Larissa, che controllava le principali vie di accesso alla Tessaglia, e dal 977 al 983 la città fu presa di mira. Dopo che una carestia costrinse i bizantini alla resa, la popolazione fu deportata nelle zone interne della Bulgaria e gli uomini furono costretti ad arruolarsi nell'esercito bulgaro. Anche se Basilio II inviò delle truppe nella regione, queste furono sconfitte e la conquista di Larissa segnò la perdita di un'importante roccaforte romea in quella parte della penisola. In virtù di tale vittoria, la Bulgaria aveva acquisito influenza sulla maggior parte dei Balcani a sud-ovest, sia pur non ottenendo il dominio totale della regione. Da Larissa, Samuele portò con sé le reliquie di sant'Achilleo, che furono appositamente collocate in una chiesa costruita in nome del santo su un'isola del lago Prespa.
(Giovanni Ciriote Geometra a proposito della battaglia delle Porte di Traiano)
I successi bulgari a ovest suscitarono timore a Costantinopoli e, dopo ampi preparativi, Basilio II lanciò una campagna nel cuore dell'Impero bulgaro per far distogliere Samuele dalla Grecia meridionale. L'esercito straniero passò attraverso le montagne intorno a Ihtiman e assediò Sredets nel 986 per venti giorni, malgrado gli attacchi si rivelarono infruttuosi e dalle pesanti ripercussioni. Più volte infatti i bulgari uscirono dalle porte della città, uccisero molti soldati nemici e catturarono animali da soma e cavalli. Alla fine, le truppe bulgare diedero alle fiamme le armi d'assedio dell'esercito nemico, costringendo Basilio II a ritirarsi in Tracia. La sera del 16 agosto 986 alcuni soldati bizantini avvistarono dall'accampamento un meteorite nel cielo, riferendo la notizia a Basilio II. L'evento fu interpretato come segno di un'imminente catastrofe, motivo per cui l'imperatore ordinò che nella mattinata successiva l'esercito accelerasse la ritirata. Il 17 agosto, mentre attraversava una regione montuosa, l'esercito bizantino fu sconfitto nella battaglia delle Porte di Traiano. Si trattò di una dura disfatta per Basilio, che fu uno dei pochi a fare ritorno a Costantinopoli; il suo tesoro personale fu catturato dai vincitori.
Dopo la sconfitta, la ribellione di Barda Foca fece sì che l'Impero bizantino dovesse concentrare la propria attenzione su un'altra guerra civile. Samuele colse l'occasione e cominciò a concentrare le proprie attenzioni su Tessalonica. Basilio II inviò un grande esercito in città e nominò un nuovo comandante, Gregorio Taronita, ma non riuscì a fermare l'avanzata bulgara. Nel 989, le truppe bulgare erano penetrate in profondità nel territorio bizantino e avevano conquistato molte fortezze, tra cui città importanti come Beroia e Servia. A sud, i bulgari marciarono attraverso l'Epiro e a ovest si impadronirono della moderna Durazzo (la medievale Dyrrachion o Drac), sul Mare Adriatico.
Nel 989, Foca fu ucciso e i suoi seguaci si arresero, e l'anno successivo Basilio II raggiunse un accordo con Sclero. I bizantini concentrarono la propria attenzione sulla Bulgaria, contrattaccando nel 991. L'esercito bulgaro fu sconfitto e Romano fu catturato, mentre Samuele riuscì invece a fuggire. I bizantini riconquistarono alcuni territori perduti; nel 995, tuttavia, gli arabi invasero l'Asia Minore e Basilio II fu costretto a mobilitare molte delle sue truppe per combattere questa nuova minaccia. Samuele si impossessò di nuovo di quanto abbandonato e avanzò verso sud, sconfiggendo infine nel 996 i bizantini nella battaglia di Tessalonica. Durante la lotta, il governatore di Salonicco, Gregorio, perì e suo figlio Ashot fu catturato. Galvanizzati da questo successo, i bulgari proseguirono verso sud e si spinsero attraverso la Tessaglia, superando il muro difensivo delle Termopili, facendo il proprio ingresso nel Peloponneso e devastando tutto ciò che si trovava lungo il loro cammino.

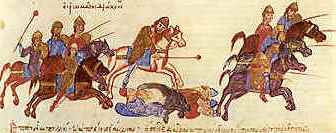
I bulgari vengono sconfitti presso il fiume Spercheo. Miniatura tratta dallo Scilitze di Madrid

Per rispondere all'aggressione, un esercito bizantino sotto il comando Niceforo Urano fu inviato all'inseguimento dei bulgari, i quali persero il controllo di Larissa e ripiegarono abbandonando ogni proposito di avanzare nuovamente in Tessaglia verso Tessalonica. I due eserciti si incontrarono nei pressi del fiume Spercheo, le cui acque vennero ritenute da Samuele troppo profonde per essere attraversate. Invece, i bizantini trovarono un punto di guado e, nella notte del 19 luglio 996, colsero totalmente di sorpresa l'esercito bulgaro, costringendolo alla sconfitta nella battaglia dello Spercheo; pare che i bizantini uccisero 12 000 uomini. Samuele fu ferito al braccio e sfuggì in maniera fortunosa alla cattura, poiché, stando a quanto riferito dalle fonti, lui e suo figlio si finsero morti. Dopo la notte, i due si diressero verso la Bulgaria e camminarono per 400 chilometri fino alla loro casa. Le indagini sulla tomba di Samuele suggeriscono che le ossa del braccio erano guarite con un angolo di 140°, ma egli rimase paralizzato.

### Zar di Bulgaria
Nel 997, Romano morì in prigione a Costantinopoli, evento che portò all'estinzione della dinastia di sovrani discendenti da Krum. A causa della guerra con Bisanzio, lasciare il trono vacante esponeva l'impero a grossi pericoli, motivo per cui la nobiltà nominò Samuele quale nuovo zar di Bulgaria perché aveva rapporti più stretti con l'imperatore defunto ed era il comandante militare di lunga data di Romano. La Cronaca del Prete di Doclea rimarca l'evento, affermando: «In quel momento ascese tra il popolo bulgaro Samuele, che si proclamò zar. Condusse una lunga guerra contro i bizantini e li scacciò dall'intero territorio bulgaro, facendo sì che i bizantini non osassero più avvicinarsi».
(Giovanni Ciriote Geometra)
Samuele venne probabilmente incoronato a Edessa dal primate della Chiesa ortodossa bulgara. Costantinopoli non riconobbe il nuovo zar, poiché l'abdicazione bizantina di Boris II simboleggiava la scomparsa ufficiale della Bulgaria e Samuele veniva infatti considerato alla stregua un semplice ribelle. Dal canto suo, Samuele aveva invece organizzato una pomposa cerimonia di incoronazione e aveva ripristinato il patriarcato ortodosso bulgaro nelle terre possedute dai Cometopuli. In una lettera inviata alla Santa Sede circa due secoli dopo, Kalojan di Bulgaria (al potere dal 1196 al 1207), il quale aveva spedito una lettera a papa Innocenzo III chiedendo per sé una corona imperiale, riferì che in testi da lui conservati aveva scoperto che sia Pietro I di Bulgaria (r. 927-969) sia Samuele avevano ricevuto una corona inviata da Roma. Tuttavia, poiché questi libri a cui fa riferimento Kalojan non sono stati mai scoperti, è possibile che il sovrano avesse comunicato quest'informazione soltanto allo scopo di avvalorare la sua richiesta agli occhi del pontefice e che, dunque, Samuele non ricevette in realtà alcuna corona dal papato nel 997.

#### Politica interna

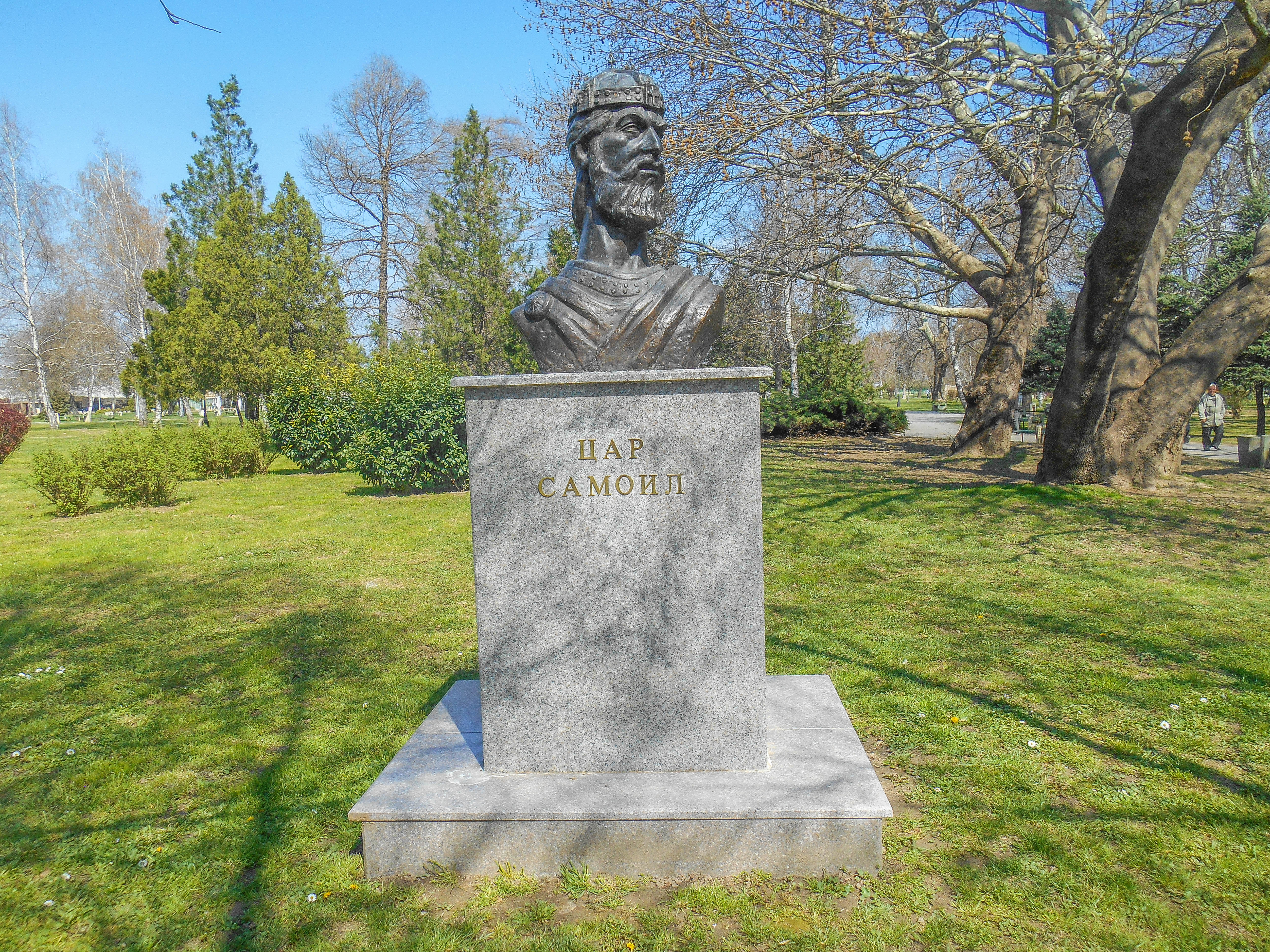
Busto dedicato allo zar Samuele a Strumica, in Macedonia

A scapito della sua politica estera, sono ben poco note le modalità con cui Samuele amministrò internamente la Bulgaria. Una notizia a tal proposito, sia pur rivelata in maniera fugace, viene comunicata dallo storico bizantino Giovanni Scilitze, il quale afferma che i sudditi bulgari pagavano le tasse in natura (il denaro non venne coniato da nessun monarca del Primo Impero bulgaro). Ogni cittadino che possedeva un giogo di buoi doveva contribuire versando una determinata quota di grano, miglio e una giara di vino. Il suo incentivo alla costruzione di chiese lascia intuire la volontà di abbellire le città, specie la capitale, malgrado il mancato patrocinio di attività letterarie denota il totale disinteresse per quell'ambito culturale. Malgrado non esistano prove tangibili che lo confermino, gli storici hanno immaginato che Samuele ereditò l'apparato politico-amministrativo dei suoi predecessori e non lo mutò. La sua preoccupazione principale riguardò l'ambito militare, in particolare la manutenzione di una vasta rete di fortezze che gli permettesse di organizzare meglio difese e attacchi nell'impero. Le principali fortificazioni di ogni regione erano governate da un boiardo, un nobile di alto rango il quale esercitava la sua autorità sui nobili che a loro volta presidiavano strutture difensive secondarie nei dintorni. È altamente verosimile che i boiardi vantassero dei possedimenti e che comunque alloggiassero nelle immediate vicinanze delle fortificazioni da difendere. All'organizzazione militare, nata secoli prima, Samuele affiancò una rete di vescovadi ortodossi incentrati su Ocrida e Prespa.
In ambito religioso, egli favorì la Chiesa ortodossa trasferendo le reliquie di sant'Achilleo dalla Grecia a Prespa, in un monastero appositamente fondato. Alcuni studiosi hanno ritenuto che egli avesse iniziato (o avesse soltanto continuato) ad abbracciare il culto dei bogomili una volta salito al potere e che, in realtà, le opere da lui compiute a beneficio della Chiesa ortodossa bulgara fossero state eseguite soltanto per compiacere la maggioranza dei suoi sudditi. Quand'anche non fosse stato un bogomilo, egli tollerò quella minoranza religiosa, in quanto non si ha notizia di alcuna persecuzione. Tale atteggiamento pacifico risulta perfettamente in linea con la storia della Bulgaria medievale. Lo storico John Fine ha comunque escluso eventuali simpatie per i bogomili manifestate da Samuele semplicemente perché le principali fonti relative alla sua vita, redatte perlopiù da autori bizantini e dunque a lui avverse, avrebbero di certo rimarcato assai spesso il suo credo eretico.

#### Guerra contro serbi e croati
Nel 998, Samuele lanciò un'importante campagna contro il Principato serbo di Doclea per impedire la costituzione di un'alleanza tra il principe Jovan Vladimir e i bizantini. Quando le truppe bulgare raggiunsero Doclea, il principe serbo e il suo popolo si ritirarono sulle montagne. Samuele lasciò parte dell'esercito ai piedi delle cime montuose e condusse i soldati rimasti ad assediare la fortezza costiera di Dulcigno. Nel tentativo di evitare spargimenti di sangue, il sovrano bulgaro chiese a Jovan Vladimir di arrendersi. Non è chiaro se il principe rifiutò (lo storico Dennis Hupchick lo ha escluso), ma è noto che quando alcuni nobili serbi si arresero ai bulgari, tutti gli altri conterranei si convinsero a rinunciare alle ostilità. Jovan Vladimir fu esiliato nei palazzi di Samuele a Prespa.

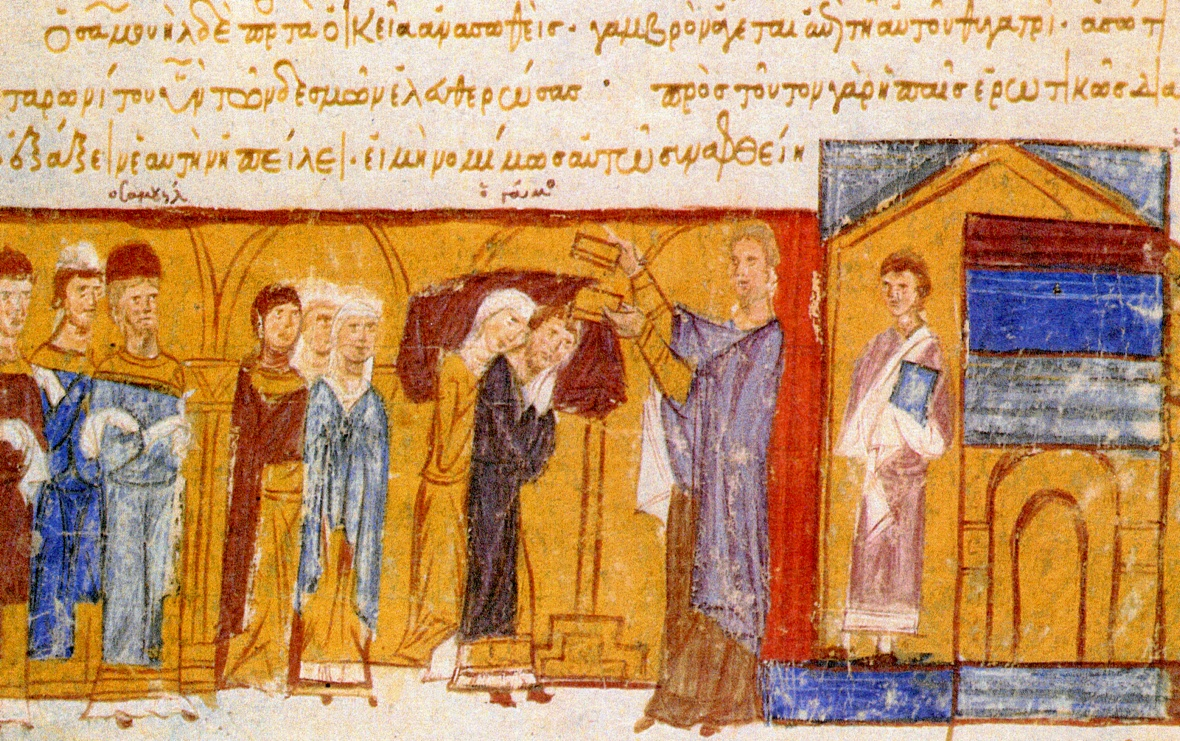
Il matrimonio di Ashot e Miroslava, la figlia di Samuele

Le truppe bulgare passarono attraverso la Dalmazia, prendendo il controllo di Cattaro e marciando verso Ragusa. Sebbene non fossero riusciti a espugnarla, i soldati devastarono gli insediamenti e le campagne circostanti. L'esercito bulgaro quindi attaccò la Croazia con il sostegno dei principi ribelli Krešimir III e Gojslav e avanzò a nord-ovest verso Spalato, Traù e Zara, poi a nord-est attraverso la Bosnia e la Rascia; a quel punto, fecero ritorno in patria. Come conseguenza di questa guerra in Croazia, Samuele poté insediare dei monarchi vassalli a lui fedeli.
Una parente di Samuele, Kosara, si innamorò del prigioniero Jovan Vladimir. La coppia si sposò dopo aver ottenuto l'approvazione di Samuele, e Jovan tornò nelle sue terre come funzionario bulgaro, insieme a suo zio Dragimir, un uomo tenuto in grande considerazione da Samuele. Nel frattempo, la principessa Miroslava si innamorò del prigioniero bizantino Ashot e minacciò di suicidarsi se non le fosse stato concesso di sposarlo. Samuele autorizzò le nozze e nominò Ashot governatore di Durazzo. Samuele suggellò inoltre un'alleanza con gli Ungari quando il suo figlio maggiore ed erede, Gavril Radomir, sposò una delle figlie del Gran principe Géza.

#### Controffensiva bizantina
L'inizio del nuovo millennio coincise con una svolta nel corso della guerra bulgaro-bizantina. Siglata una pace dalla durata decennale con i Fatimidi nei primi mesi del 1001, Basilio II poté concentrarsi sui confini occidentali del suo impero. Il sovrano si impose come obiettivo quello di annettere definitivamente la Bulgaria, motivo per cui mobilitò per la guerra gran parte delle forze militari esperte nelle campagne contro gli arabi dall'est ai Balcani, costringendo Samuele a difendersi anziché attaccare.
Nel 1000 o nel 1001, Basilio II inviò un grande esercito sotto i patrizi Teodorocano e Niceforo Xifias a nord dei Monti Balcani allo scopo di assoggettare le principali fortezze bulgare nell'area. Le truppe bizantine riconquistarono Preslav e Pliska, riportando la Bulgaria nord-orientale ancora una volta sotto il dominio bizantino. Nel 1001, forte del supporto dei variaghi, di alcune truppe di Tessalonica e di guerrieri esperti giunti dall'Anatolia, Basilio sfruttò Tessalonica come testa di ponte per conquistare la Grecia settentrionale e le parti meridionali della Macedonia. Sebbene il comandante bulgaro della fortezza di Beroia, Dobromir, fosse sposato con una delle nipoti di Samuele, egli si arrese di sua spontanea volontà agli assedianti e si unì ai romei. I bizantini conquistarono anche la fortezza di Kolidron senza combattere, ma il suo comandante Demetrio Tikhon riuscì a ritirarsi con i suoi soldati e a raggiungere Samuele. La città più vicina, Servia, non cedette invece così facilmente; Nikulica, il suo governatore, motivò e predispose bene gli uomini a sua disposizione. Questi ultimi combatterono fino a quando i bizantini sfondarono le mura e li costrinsero ad arrendersi. Nikulica fu condotto come prigioniero a Costantinopoli e ricevette il titolo di patrizio, ma ben presto fuggì e si unì nuovamente ai bulgari. Pur avendo tentato di riconquistare Servia, l'assedio non ebbe successo e Nikulica fu catturato e imprigionato dai bizantini di nuovo.
Nel frattempo, la campagna di Basilio II consentì la riconquista di molte città della Tessaglia, costringendo la popolazione bulgara locale a trasferirsi nel Boleron, una zona a cavallo tra i fiumi Mesta e Marica e che includeva le coste egee della Tracia occidentale. Edessa resistette per settimane, ma alla fine dovette cedere e arrendersi agli ostili. La popolazione fu trasferita nel Boleron e il suo governatore, Dragshan, dovette recarsi a Tessalonica, dove fu promesso in sposa alla figlia di un nobile locale. Non volendo sposare un nemico, Dragshan tentò tre volte invano di fuggire in Bulgaria e, alla fine, fu giustiziato.

#### Guerra con l'Ungheria

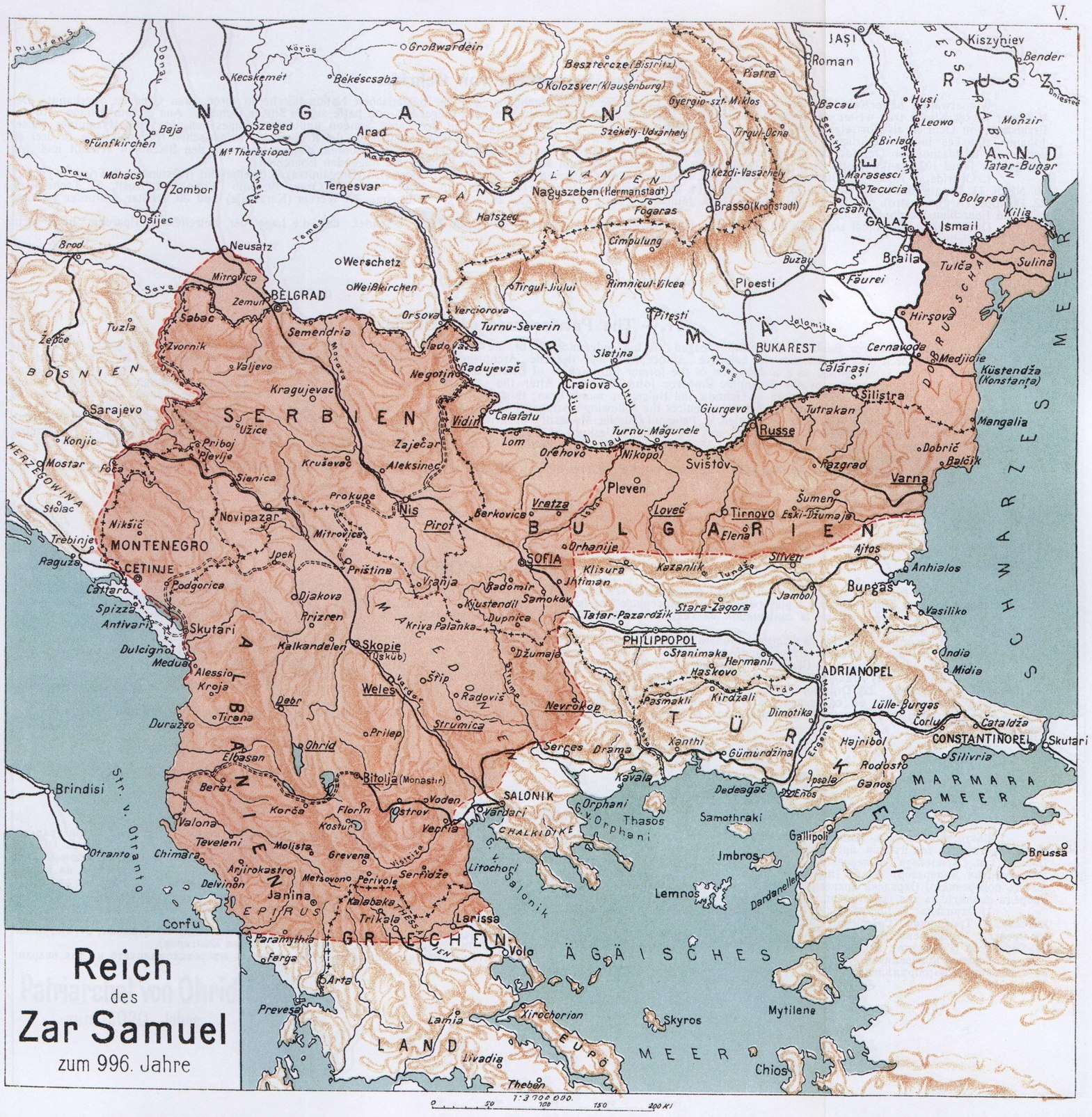
L'impero bulgaro durante il regno di Samuele

Il conflitto bizantino-bulgaro raggiunse il suo apice nel 1003, quando fu coinvolta l'Ungheria. Dall'inizio del IX secolo, il territorio bulgaro si era esteso oltre i Carpazi fino al fiume Tibisco e lungo il percorso del Danubio. Durante il regno di Samuele, il governatore di queste aree nord-occidentali era il duca Ahtum, il cui centro di potere principale si trovava a Morisena (odierna Cenad, in Romania). Ahtum era riuscito a ritagliarsi una porzione di territorio localizzata nella parte nord-occidentale dell'Impero bulgaro, potendo contare su ampie ricchezze derivanti dal possesso di bestiame, cavalli e dai dazi legati al commercio del sale lungo il fiume Mureș. Egli costruì anche molte chiese e monasteri, favorendo la diffusione del cristianesimo in Transilvania.
Sebbene il matrimonio di Gavril Radomir con la figlia del re ungherese avesse stabilito relazioni amichevoli tra i due Stati più potenti nell'area del Danubio, i rapporti si deteriorarono dopo la morte di Géza. I bulgari sostenevano Gyula e Koppány come pretendenti anziché il figlio di Géza, Stefano I. Come conseguenza di questi screzi, il matrimonio tra Gavril Radomir e la principessa ungherese fu sciolto. Alla ricerca di un pretesto, gli ungheresi decisero di attaccare Ahtum quando egli impose una tassa sul sale trasportato in Transilvania. Stefano convinse Csanád, il fidato comandante militare di Ahtum, a cambiare schieramento. Quando la cospirazione fu scoperta, Csanád fuggì e si unì alle forze magiare. Allo stesso tempo, un grande esercito bizantino assediò Vidin, il centro principale di Ahtum. Sebbene molti soldati fossero stati chiamati a partecipare alla difesa della città, Ahtum stesso non poté partecipare alla difesa in quanto impegnato in guerra a nord. Dopo diversi mesi di lotta, egli fu ucciso in battaglia e la vittoria degli ungheresi risultò totale. A seguito del conflitto, l'influenza bulgara a nord-ovest del Danubio diminuì.

#### Nuovi successi bizantini

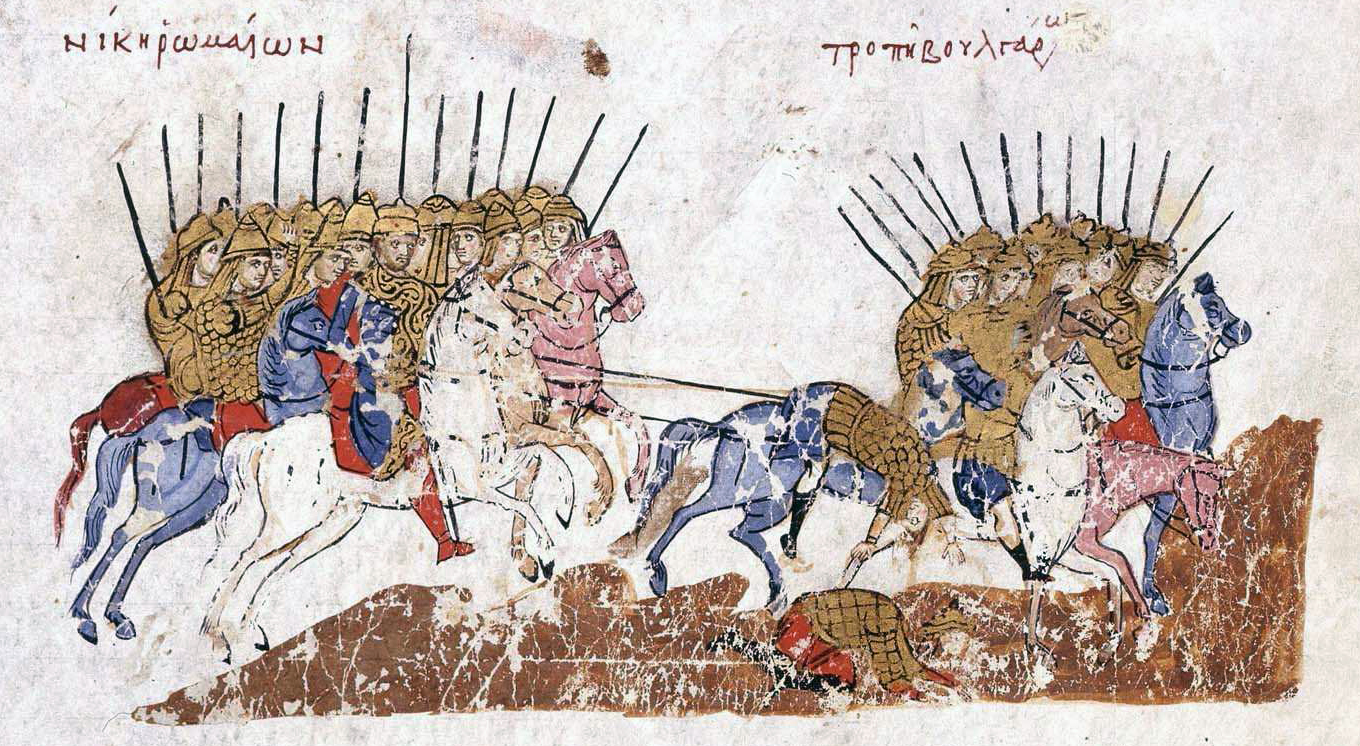
Il primo decennio del nuovo millennio fu costellato di continue sanguinose battaglie, assedi e lotte su piccola scala. Questa miniatura contenuta nello Scilitze di Madrid ritrae una vittoria bizantina ottenuta in quel periodo

I bizantini approfittarono dei problemi bulgari nel nord e, nel 1002, Basilio II guidò un grande esercito a Vidin, la città più importante della Bulgaria nordoccidentale. L'assedio si trascinò per ben otto mesi, poiché i comandanti della città respinsero con successo ogni tentativo di infrangere le difese, compresi gli attacchi eseguiti adoperando il fuoco greco. Mentre le forze di Basilio erano occupate a Vidin, Samuele eseguì un attacco diversivo nella lontana Adrianopoli e, il 15 agosto del 1003, la saccheggiò con successo, cogliendo di sorpresa i difensori della città. Tale incursione non smosse tuttavia Basilio, il quale conquistò a dicembre Vidin, presumibilmente a causa del tradimento del vescovo locale. Trascorso l'inverno nella città sottomessa, Basilio ripartì nella primavera del 1003 verso la Macedonia settentrionale marciando lungo la valle della Morava. Samuele seppe dell'avanzata del nemico e decise di intercettarlo, ordinando al suo esercito di accamparsi sulla sponda opposta del fiume Vardar. Convinto erroneamente che fosse impossibile attraversare il corso d'acqua per via delle sue acque profonde, come aveva fatto nella battaglia dello Spercheo, Samuele commise nuovamente la stessa leggerezza e fu colto alla sprovvista quando gli riferirono che i bizantini avevano guadato il Vardar. Ciononostante, stavolta Samuele riuscì a fuggire con tutti i suoi uomini, sia pur rinunciando a una cospicua parte degli equipaggiamenti e delle ricchezze custodite presso l'accampamento. I romei presero a quel punto di mira una città chiave della Bulgaria, Skopje, nel 1004, la quale si arrese nel giro di poco tempo perché il signore locale fu sedotto dalle promesse di Basilio di un titolo nobiliare e di ricchezze. L'imperatore bizantino scelse però di non marciare verso Ocrida e Prespa, preferendo invece concentrarsi sulla conquista della valle del fiume Struma e, in particolare, di Pernik. Tale località, distante 32 km da Sredets in direzione ovest/sud-ovest, era presidiata da un boiardo di nome Krakra. Quest'ultimo si dimostrò incorruttibile e non tradì Samuele, nonostante le offerte avanzategli, e costrinse Basilio a un prolungato assedio terminato quando i bizantini decisero di ritirarsi, al fine di evitare di subire ulteriori pesanti perdite come stava succedendo in quell'occasione. Gli studiosi moderni tendono a escludere, come si credeva in precedenza, che Samuele intraprese una nuova campagna contro Tessalonica nel 1004, facendo allora prigioniero il governatore (doux) locale, Giovanni di Chaldia. Ammesso che tale evento ebbe effettivamente luogo nel 1004, la vittoria non bastò a compensare le perdite subite dai bulgari negli ultimi quattro anni. Infatti, le battute d'arresto riportate durante la guerra demoralizzarono alcuni dei comandanti militari di Samuele, in particolare i nobili bizantini che avevano cambiato schieramento. Ingolosito dalle offerte che avrebbero potuto offrirgli a Costantinopoli, Ashot, genero di Samuele e governatore di Durazzo, stabilì contatti con l'influente bizantino locale Giovanni Criselio, suocero di Samuele. Ashot e sua moglie salirono a bordo di una delle navi romee che stavano assediando la città e fuggirono alla volta di Costantinopoli. Nel frattempo, Criselio cedette il possesso della città al comandante bizantino Eustazio Dafnomele nel 1005, assicurando il titolo patrizio ai suoi figli.
Secondo una recente ricostruzione storiografica, nel 1005 Basilio stipulò un accordo di pace con Samuele riconoscendo sì l'esistenza dello Stato bulgaro, «ma soltanto entro i confini della Macedonia». È probabile che il sovrano bizantino fosse soddisfatto dei risultati ottenuti durante la sua campagna di riconquista, considerando che aveva ripreso possesso di Durazzo, del Basso Danubio e dei Monti Balcani. Invece, i confini della Bulgaria apparivano ormai circoscritti alla Macedonia centrale e ai Balcani nord-occidentali. La firma di questa tregua getta comunque molti dubbi sull'informazione riferita dallo storico medievale Matteo di Edessa, secondo il quale, nel 1006 o 1007, Samuele fu costretto a difendersi da un'invasione su larga scala comandata da Basilio. È certo invece che, nel 1009, le forze di Samuele furono battute nella battaglia di Kreta, a est di Tessalonica. Negli anni successivi, Basilio lanciò delle campagne con frequenza annuale nell'impero bulgaro, devastando ogni villaggio possibile lungo il cammino. Anche se non si svolse fino ad allora alcuna battaglia decisiva, appariva evidente che la resistenza bulgara stava incontrando notevoli difficoltà e che l'andamento del conflitto era mutato. Le singole lotte rimasero cruente e le continue campagne di entrambi gli schieramenti causarono grande devastazione nelle aree di confine.

#### La disfatta a Kleidion

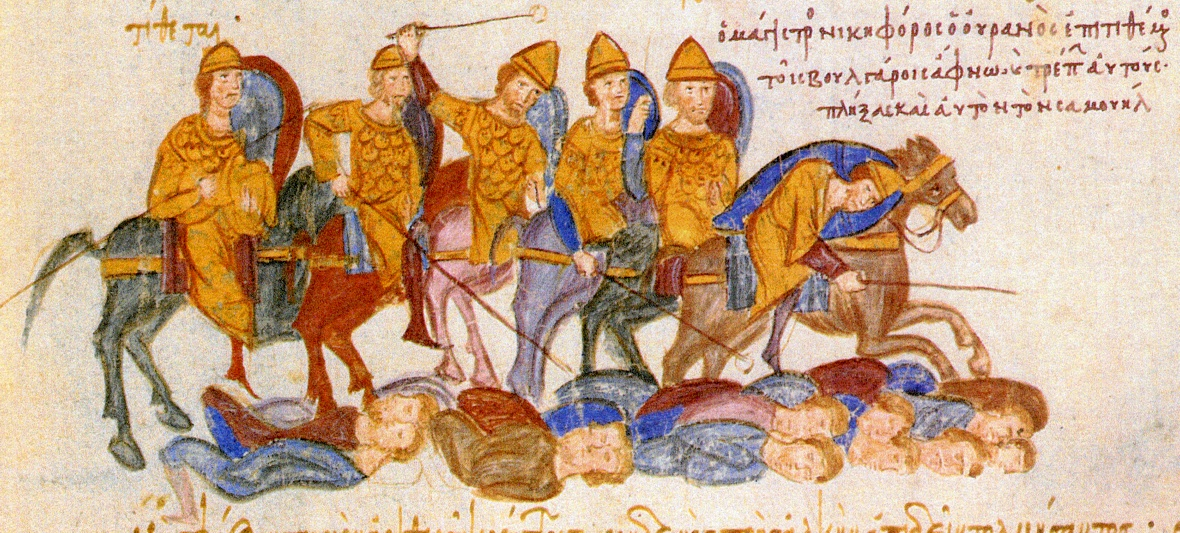
La battaglia di Kleidion in una miniatura tratta dallo Scilitze di Madrid

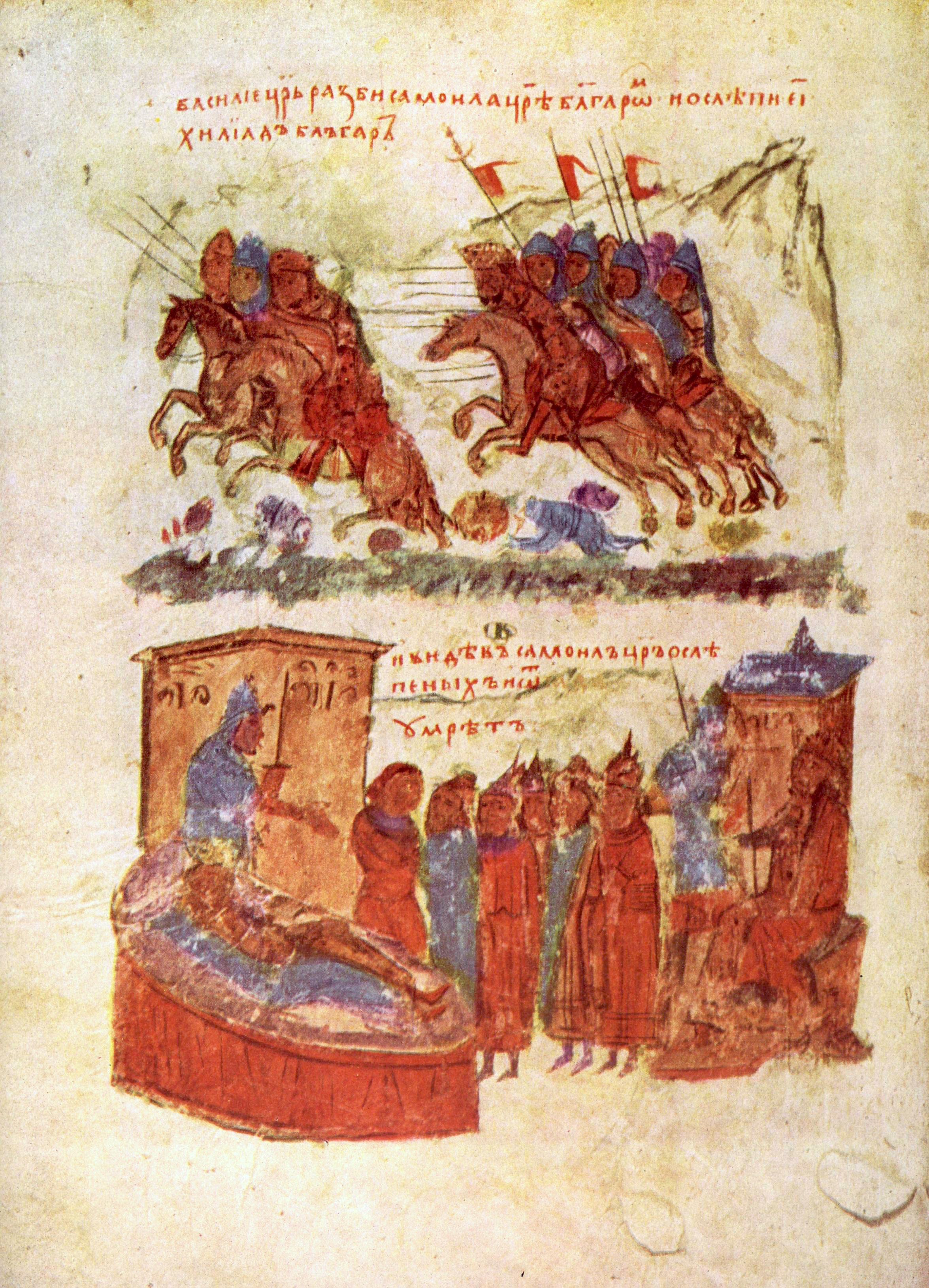
Le conseguenze della battaglia di Kleidion come raffigurate nella Cronaca di Manasse

È possibile che tra il 1005 e il 1014 Samuele e Basilio II si fossero accontentati di «preservare lo status quo», con la Bulgaria che cercava affannosamente di riprendersi e l'Impero bizantino che provava a destinare quante più risorse e truppe possibili a ovest in attesa del momento decisivo per soggiogare definitivamente il nemico. Nell'estate del 1014, Basilio decise di scagliare una grossa offensiva, malgrado sia ignoto se questa decisione fu presa violando una qualche tregua stipulata tra le due potenze. Può anche darsi che l'imperatore fosse esasperato dalla resistenza mostrata dallo zar, il quale era faticosamente riuscito a riprendere possesso di Sredets e Beroia. Poiché i bizantini sfruttavano generalmente la valle del fiume Strumica per le loro invasioni in Bulgaria, Samuele costruì delle spesse mura di legno nelle gole intorno alla città di Ključ (chiamata anticamente Clidius, letteralmente "chiave") per bloccare l'avanzata del nemico.
Quando Basilio II raggiunse la barriera difensiva, il suo esercito non riuscì a passare e subì pesanti perdite. Nel frattempo, Samuele spedì delle forze sotto il suo generale Nestorica ad attaccare Tessalonica, al fine di distogliere le forze di Basilio dalla valle dello Struma. Nestorica non fu capace di conquistare Tessalonica, la quale fu efficacemente difesa dal signore locale Teofilatto Botaniate, che in seguito si unì al corpo principale dell'esercito bizantino vicino a Klyuch. Dopo diversi infruttuosi tentativi di sfondare la fortificazione nemica, un comandante bizantino, il governatore di Filippopoli Niceforo Xifias, riuscì a scoprire un punto scoperto e, il 29 luglio, attaccò i bulgari dalle retrovie. Nonostante la disperata resistenza, i romei surclassarono i loro avversari nella battaglia di Kleidion e catturarono un totale compreso tra 14 000 e 15 000 uomini. Basilio II inviò immediatamente delle forze al comando del suo comandante più valoroso, Teofilatto Botaniate, al fine di inseguire i bulgari superstiti, ma il bizantino non prevalse nella battaglia di Strumica e cadde vittima di un'imboscata tesa da Gavril Radomir, il quale uccise personalmente Botaniate. Dopo la battaglia di Kleidion, Basilio II ordinò che i soldati bulgari catturati fossero accecati e che uno ogni cento fosse lasciato con un occhio solo per riportare in patria la notizia. I soldati accecati tornarono da Samuele e, secondo alcune fonti, gli venne un attacco di cuore e svenne esanime a terra quando li vide. All'età di circa settant'anni, il sovrano bulgaro morì due giorni dopo, il 15 ottobre 1014. I successi riportati dall'imperatore bizantino gli valsero il soprannome di «Bulgaroctono» (Βουλγαροκτόνος, Bulgaroktónos). Alcuni storici hanno ritenuto che la morte del suo comandante preferito spinsero Basilio II a sfogare la sua ira sui soldati nemici catturati.

I themata dell'impero bizantino durante l'epoca di Basilio II

La battaglia di Kleidion del 1014 ebbe delle notevoli ripercussioni politiche, malgrado l'impatto dello scontro sia stato eccessivamente enfatizzato a giudizio degli studiosi moderni. Al fine di giustificare questa ricostruzione, lo storico Dennis Hupchick ha sostenuto che altrimenti non si spiegherebbe come mai i bizantini dovettero lottare altri quattro anni con i loro nemici. La caduta definitiva avvenne quando il figlio e successore di Samuele, Gavril Radomir, che si era dimostrato un generale di talento, non seppe ripristinare la supremazia di cui in passato godeva la Bulgaria. Non essendo dotato dello stesso carisma del padre, molti dei subordinati di Radomir, incluso il boiardo Krakra, si arresero ai bizantini. Nel profondo nord-nordovest, il duca Sermon di Sirmia fu ingannato e ucciso dai romei. A seguito di una serie di battaglie, l'impero bulgaro fu completamente conquistato alla fine del 1018. Il grosso del territorio imperiale fu incorporato nel neonato thema della Bulgaria, con Skopje come centro principale. Ci vollero più di 150 anni prima che la Bulgaria tornasse a godere della propria indipendenza, la quale venne ripristinata a seguito della ribellione dei fratelli Pietro e Asen nel 1185.

## Discendenza
|                   |                   |                   |                   |                   |                   |  |  |           |           |           |           |           |           | Nicola | Nicola | Nicola                 | Nicola                 | Nicola                 | Nicola                 |                        |                        |  |  |                        |                        | Ripsima d'Armenia      | Ripsima d'Armenia      | Ripsima d'Armenia      | Ripsima d'Armenia      | Ripsima d'Armenia | Ripsima d'Armenia |                  |                  |                  |                  |                  |                  |                     |                     |                     |                     |                     |                     |                |                |                |                |                |                |                |                |                |                |                |                |                       |                       |                       |                       |                       |                       |
|                   |                   |                   |                   |                   |                   |  |  |           |           |           |           |           |           | Nicola | Nicola | Nicola                 | Nicola                 | Nicola                 | Nicola                 |                        |                        |  |  |                        |                        | Ripsima d'Armenia      | Ripsima d'Armenia      | Ripsima d'Armenia      | Ripsima d'Armenia      | Ripsima d'Armenia | Ripsima d'Armenia |                  |                  |                  |                  |                  |                  |                     |                     |                     |                     |                     |                     |                |                |                |                |                |                |                |                |                |                |                |                |                       |                       |                       |                       |                       |                       |
|                   |                   |                   |                   |                   |                   |  |  |           |           |           |           |           |           |        |        |                        |                        |                        |                        |                        |                        |  |  |                        |                        |                        |                        |                        |                        |                   |                   |                  |                  |                  |                  |                  |                  |                     |                     |                     |                     |                     |                     |                |                |                |                |                |                |                |                |                |                |                |                |                       |                       |                       |                       |                       |                       |
|                   |                   |                   |                   |                   |                   |  |  |           |           |           |           |           |           |        |        |                        |                        |                        |                        |                        |                        |  |  |                        |                        |                        |                        |                        |                        |                   |                   |                  |                  |                  |                  |                  |                  |                     |                     |                     |                     |                     |                     |                |                |                |                |                |                |                |                |                |                |                |                |                       |                       |                       |                       |                       |                       |
| Aronne            | Aronne            | Aronne            | Aronne            | Aronne            | Aronne            |  |  | Mosé      | Mosé      | Mosé      | Mosé      | Mosé      | Mosé      |        |        | Davide                 | Davide                 | Davide                 | Davide                 | Davide                 | Davide                 |  |  | Samuele                | Samuele                | Samuele                | Samuele                | Samuele                | Samuele                |                   |                   |                  |                  |                  |                  | Agata            | Agata            | Agata               | Agata               | Agata               | Agata               |                     |                     |                |                |                |                |                |                |                |                |                |                |                |                |                       |                       |                       |                       |                       |                       |
| Aronne            | Aronne            | Aronne            | Aronne            | Aronne            | Aronne            |  |  | Mosé      | Mosé      | Mosé      | Mosé      | Mosé      | Mosé      |        |        | Davide                 | Davide                 | Davide                 | Davide                 | Davide                 | Davide                 |  |  | Samuele                | Samuele                | Samuele                | Samuele                | Samuele                | Samuele                |                   |                   |                  |                  |                  |                  | Agata            | Agata            | Agata               | Agata               | Agata               | Agata               |                     |                     |                |                |                |                |                |                |                |                |                |                |                |                |                       |                       |                       |                       |                       |                       |
|                   |                   |                   |                   |                   |                   |  |  |           |           |           |           |           |           |        |        |                        |                        |                        |                        |                        |                        |  |  |                        |                        |                        |                        |                        |                        |                   |                   |                  |                  |                  |                  |                  |                  |                     |                     |                     |                     |                     |                     |                |                |                |                |                |                |                |                |                |                |                |                |                       |                       |                       |                       |                       |                       |
|                   |                   |                   |                   |                   |                   |  |  |           |           |           |           |           |           |        |        |                        |                        |                        |                        |                        |                        |  |  |                        |                        |                        |                        |                        |                        |                   |                   |                  |                  |                  |                  |                  |                  |                     |                     |                     |                     |                     |                     |                |                |                |                |                |                |                |                |                |                |                |                |                       |                       |                       |                       |                       |                       |
| Giovanni Ladislao | Giovanni Ladislao | Giovanni Ladislao | Giovanni Ladislao | Giovanni Ladislao | Giovanni Ladislao |  |  | Miroslava | Miroslava | Miroslava | Miroslava | Miroslava | Miroslava |        |        | Figlia dal nome ignoto | Figlia dal nome ignoto | Figlia dal nome ignoto | Figlia dal nome ignoto | Figlia dal nome ignoto | Figlia dal nome ignoto |  |  | Figlia dal nome ignoto | Figlia dal nome ignoto | Figlia dal nome ignoto | Figlia dal nome ignoto | Figlia dal nome ignoto | Figlia dal nome ignoto |                   |                   | Irene di Larissa | Irene di Larissa | Irene di Larissa | Irene di Larissa | Irene di Larissa | Irene di Larissa |                     |                     |                     |                     |                     |                     | Gavril Radomir | Gavril Radomir | Gavril Radomir | Gavril Radomir | Gavril Radomir | Gavril Radomir |                |                |                |                |                |                | Margherita d'Ungheria | Margherita d'Ungheria | Margherita d'Ungheria | Margherita d'Ungheria | Margherita d'Ungheria | Margherita d'Ungheria |
| Giovanni Ladislao | Giovanni Ladislao | Giovanni Ladislao | Giovanni Ladislao | Giovanni Ladislao | Giovanni Ladislao |  |  | Miroslava | Miroslava | Miroslava | Miroslava | Miroslava | Miroslava |        |        | Figlia dal nome ignoto | Figlia dal nome ignoto | Figlia dal nome ignoto | Figlia dal nome ignoto | Figlia dal nome ignoto | Figlia dal nome ignoto |  |  | Figlia dal nome ignoto | Figlia dal nome ignoto | Figlia dal nome ignoto | Figlia dal nome ignoto | Figlia dal nome ignoto | Figlia dal nome ignoto |                   |                   | Irene di Larissa | Irene di Larissa | Irene di Larissa | Irene di Larissa | Irene di Larissa | Irene di Larissa |                     |                     |                     |                     |                     |                     | Gavril Radomir | Gavril Radomir | Gavril Radomir | Gavril Radomir | Gavril Radomir | Gavril Radomir |                |                |                |                |                |                | Margherita d'Ungheria | Margherita d'Ungheria | Margherita d'Ungheria | Margherita d'Ungheria | Margherita d'Ungheria | Margherita d'Ungheria |
|                   |                   |                   |                   |                   |                   |  |  |           |           |           |           |           |           |        |        |                        |                        |                        |                        |                        |                        |  |  |                        |                        |                        |                        |                        |                        |                   |                   |                  |                  |                  |                  |                  |                  |                     |                     |                     |                     |                     |                     |                |                |                |                |                |                |                |                |                |                |                |                |                       |                       |                       |                       |                       |                       |
|                   |                   |                   |                   |                   |                   |  |  |           |           |           |           |           |           |        |        |                        |                        |                        |                        |                        |                        |  |  |                        |                        |                        |                        |                        |                        |                   |                   |                  |                  |                  |                  |                  |                  | Vari figli e figlie | Vari figli e figlie | Vari figli e figlie | Vari figli e figlie | Vari figli e figlie | Vari figli e figlie |                |                |                |                |                |                | Pietro Deljan? | Pietro Deljan? | Pietro Deljan? | Pietro Deljan? | Pietro Deljan? | Pietro Deljan? |                       |                       |                       |                       |                       |                       |

La moglie di Samuele era Agata, figlia di un nobile bizantino di nome Giovanni Criselio. Si conoscono soltanto due figli di Samuele e Agata per nome, ovvero l'erede Gavril Radomir e Miroslava. Benché se ne ignori l'identità, alcuni documenti riferiscono di due figlie in vita dopo la capitolazione della Bulgaria del 1018. È noto inoltre che Samuele ebbe un figlio illegittimo. Un'altra donna, take Kosara, che era sposata con Jovan Vladimir di Doclea ed era considerata dagli studiosi meno moderni una figlia di Samuele, viene invece ritenuta dalla storiografia attuale semplicemente una parente, forse una nipote di Agate. Gavril Radomir si sposò due volte, con Margherita d'Ungheria e Irene di Larissa; Miroslava maritò invece il nobile bizantino Ashot Taronita.

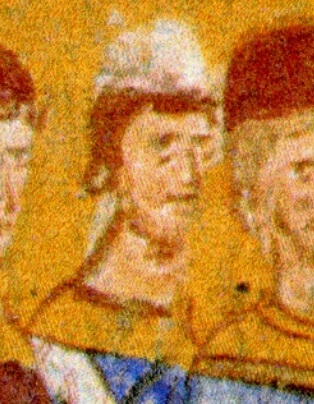
Miniatura contenuta nello Scilitze di Madrid che ritrae Gavril Radomir, uno dei due figli di cui si conosce il nome di Samuele

Dopo la dissoluzione della Bulgaria, i discendenti di Samuele ricevettero dei titoli nobiliari e delle terre in Asia Minore e Armenia, dove furono reinsediati. Una delle sue nipoti, Caterina, figlia di Giovanni Ladislao, divenne imperatrice di Bisanzio. Un altro nipote, Pietro Deljan, guidò una grande rivolta bulgara nel 1040-1041, la quale venne però sedata dai bizantini. Altre due donne della dinastia divennero imperatrici a Costantinopoli, mentre molti aristocratici prestarono servizio nell'esercito come strateghi o divennero governatori di varie province.
Esiste anche un'altra versione legata all'origine di Samuele. Lo storico dell'XI secolo Stefano Asoghik sostiene che Samuele aveva un solo fratello, il quale come lui proveniva dal distretto di Derjan, una regione dell'Armenia incorporata nell'Impero bizantino e localizzata a ovest della moderna Erzurum, in Turchia. Inviati a combattere i bulgari in Macedonia, paradossalmente finirono per unirsi a loro. Questa testimonianza è stata ritenuta attendibile dallo storico Nicolas Adontz, che ha analizzato i fatti e i dati del secolo ed è giunto alla conclusione che Samuele aveva solo un fratello, Davide. La versione di Asoghik è considerata verosimile pure dallo storico Ĭordan Ivanov, e bisogna considerare che anche l'iscrizione di Samuele del 992/993, un'epigrafe conservata al museo nazionale archeologico di Sofia, dichiara che egli aveva un solo fratello di nome Davide. Da tale ricostruzione ha dissentito John Fine, ritenendo del tutto incerta l'informazione secondo cui gli antenati armeni di Samuele giunsero in Bulgaria nel IX o nel X secolo. Qualora fosse stato effettivamente così, non occorrerebbe chiedersi come mai degli stranieri fecero fortuna nella Bulgaria medievale, in quanto in quella terra e all'epoca non aveva alcun valore la regione di provenienza, motivo per cui sarebbe stato del tutto normale per un armeno ricoprire una posizione di spicco e riunire a sé un gran numero di slavi contro Bisanzio.
Lo storico medievale arabo Yahya di Antiochia afferma che il figlio di Samuele, Gavril, fu ucciso dal capo dei bulgari, il figlio di Aronne, perché quest'ultimo apparteneva alla dinastia che regnava in Bulgaria. Asoghik e Yahya distinguono nettamente la stirpe di Samuele da quella di Aronne o quella dei Cometopouli da quella regnante. Secondo loro, Mosè e Aronne non appartenevano alla famiglia dei Cometopuli. Davide e Samuele vantavano origini armene, mentre Mosé e Aronne erano armeni da parte di madre.

## Tomba

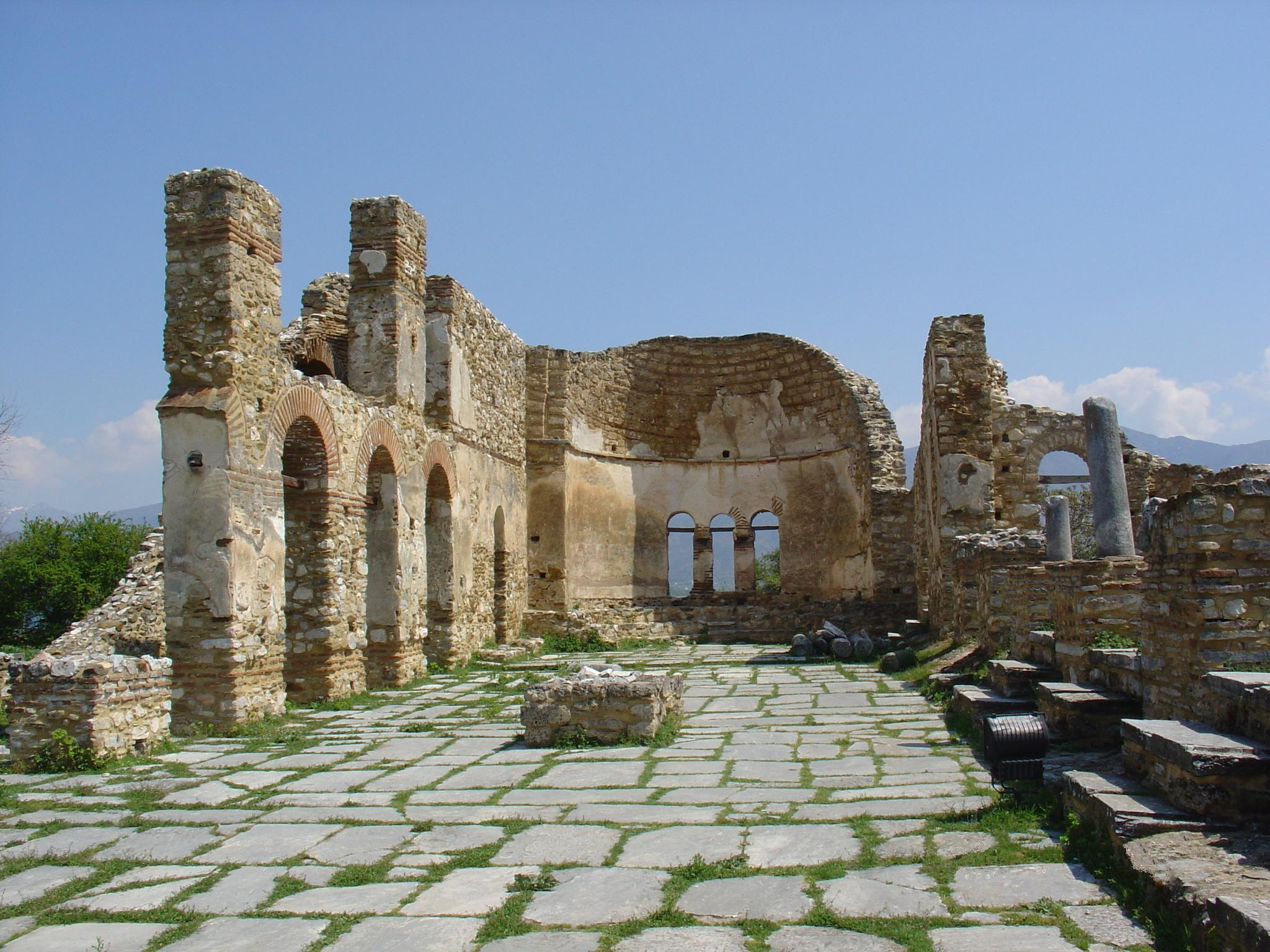
I resti della basilica di sant'Achilleo sul lago Prespa, dove fu scoperta la tomba di Samuele

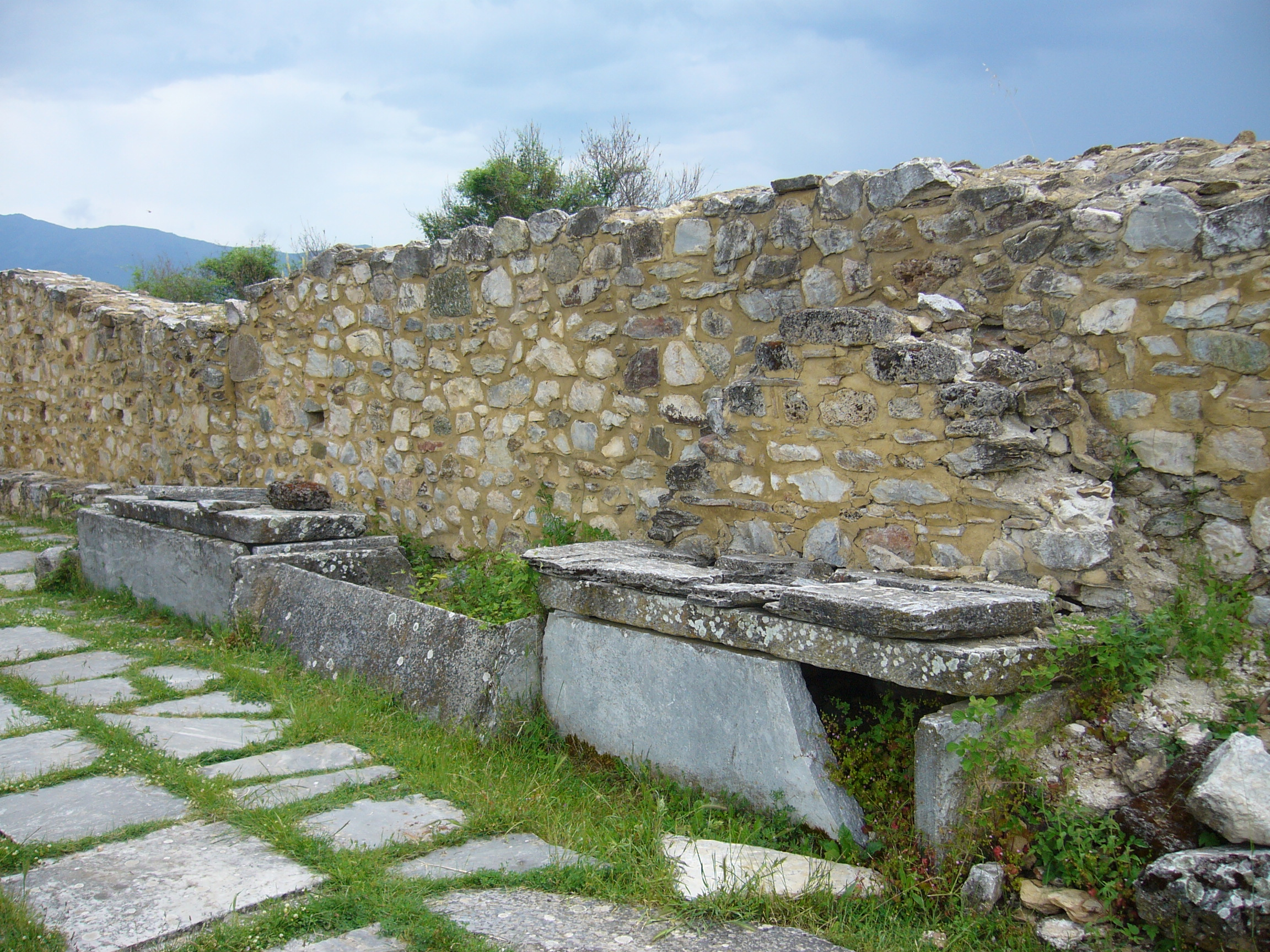
I sarcofagi degli zar bulgari Samuele, Gavril Radomir e Giovanni Ladislao a sant'Achilleo, in Grecia

La tomba di Samuele fu rinvenuta nel 1965 dal professore greco Nikolaos Moutsopoulos nella chiesa di sant'Achilleo sull'isola sul lago Prespa. Come detto, Samuele aveva costruito l'edificio per custodire le reliquie di sant'Achilleo prese a Tessalonica. Si ritiene che lo stemma della dinastia dei Cometopuli sia quello lì mostrato, ovvero i due pappagalli appollaiati ricamati sul mantello funebre del sovrano.
I suoi resti si trovano nel Museo della cultura bizantina a Salonicco, ma ai sensi di un accordo di recente stipulato, saranno restituiti alla Bulgaria e tumulati nella Chiesa dei Quaranta Martiri a Veliko Tărnovo. Si intende posizionarle a fianco alle spoglie degli imperatori Kalojan e Michele Šišman.
Le fattezze del volto di Samuele sono state elaborate nell'ambito di uno studio forense di ricostruzione facciale e mostrano l'aspetto indicativo del sovrano bulgaro all'età di settant'anni. Secondo la ricostruzione, si trattava di un uomo dal volto grande, con un grosso naso, labbra carnose e barba e baffi bianchi.

## Rilevanza storica
Già i contemporanei di Samuele lo giudicavano alla stregua di uno zar «invincibile nella potenza e insuperabile nella forza». Il bizantino Giovanni Scilitze affermava che uno dei motivi per cui Gavril Radomir non fu in grado di contrastare Basilio riguardò la minore saggezza e la minore capacità d'azione rispetto al padre.
In tempi moderni, si è invece a lungo discusso sul substrato culturale che si celava alle spalle di Samuele, un uomo il cui cuore pulsante dell'impero si trovava nella moderna regione della Macedonia, a ovest e a sud-ovest della città di Ocrida, un antico centro culturale e sede di una scuola letteraria nel Primo Impero bulgaro. Nel 1913, dopo cinque secoli di dominio ottomano, l'area fu conquistata dal Regno di Serbia (la futura Jugoslavia). In quella fase, si diffuse un filone storiografico intriso di aspetti nazionalistici e finalizzato a giustificare l'assimilazione della Macedonia. Secondo questa dottrina, l'impero di Samuele era uno Stato «serbo»/«slavo macedone», distinto dall'Impero bulgaro. Per decenni, storici serbi e bulgari hanno avanzato le più disparate opinioni in merito, finalizzate a giustificare un proprio legame con il lascito dello zar Samuele. Tuttavia, all'epoca di Samuele la Serbia praticamente non esisteva come entità autonoma, poiché la sua indipendenza era cessata al momento della morte di Časlav Klonimirovič (r. 930 circa-960), quando la regione confluì sotto il dominio bizantino e, successivamente, sotto quello bulgaro. La Serbia acquisì la Macedonia diversi secoli dopo, ovvero intorno al 1280. Inoltre, al tempo di Samuele la Macedonia come termine geografico si riferiva alla porzione del thema della Makedonia ricompresa nella moderna Tracia.

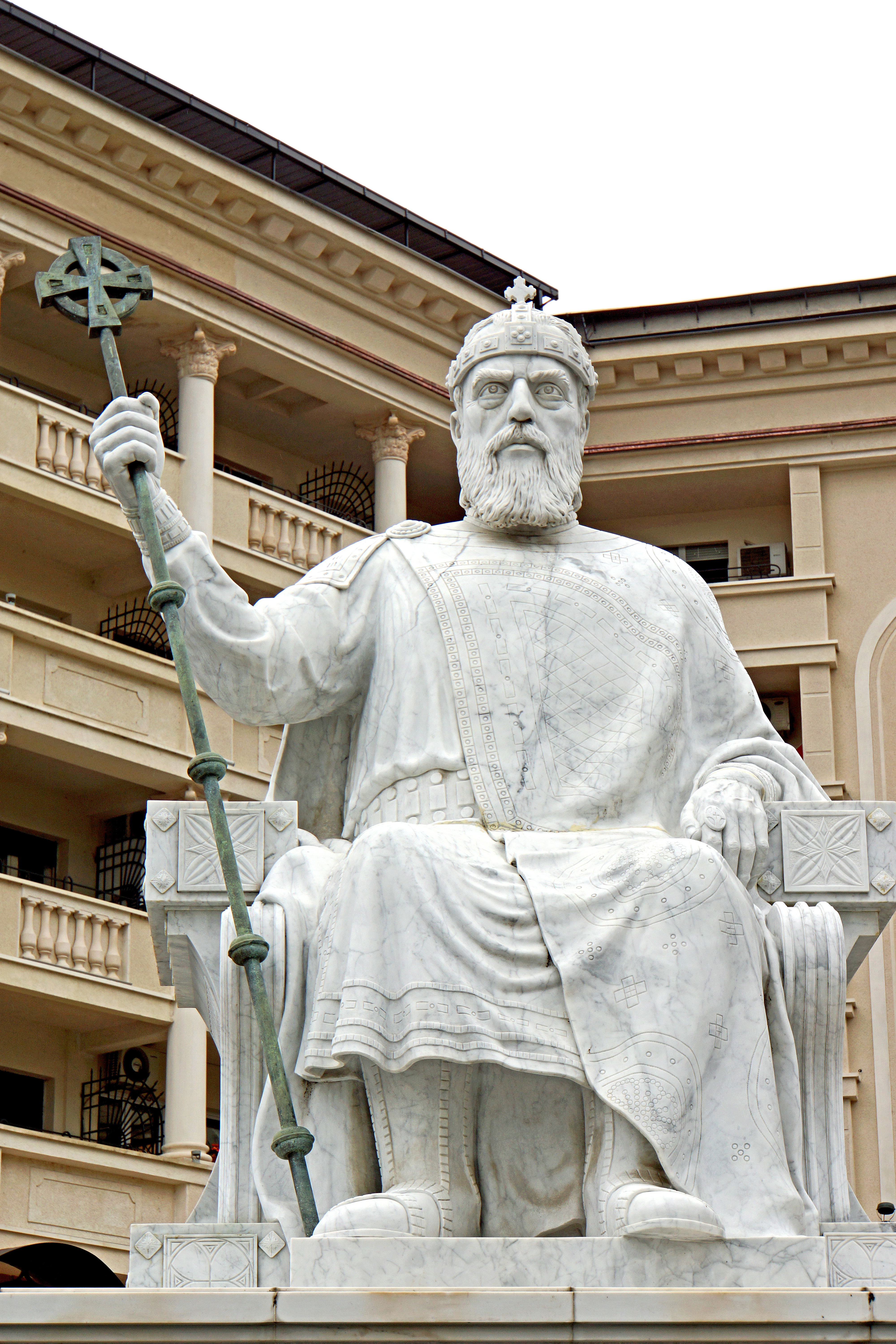
Monumento dedicato a Samuele a Skopje, in Macedonia del Nord

Di recente la stessa ideologia ha attecchito nell'odierna Macedonia del Nord, con gli studiosi che hanno fatto leva sul suo legame con i macedoni. Intervenendo sulla questione, lo storico John Fine ha sottolineato dal canto suo che, all'epoca di Samuele, «non esisteva alcuna consapevolezza sull'etnia macedone» intesa in senso autonomo e che il termine "Macedonia" indicava semplicemente una regione geografica. Inoltre, Samuele stesso si definiva a capo dello Stato bulgaro, un'informazione questa che attesta il suo considerarsi un abitante della Bulgaria; anche le fonti bizantine lo definiscono come tale. Soltanto perché il suo nucleo di potere principale non si trovava nella parte orientale della Bulgaria, non convince l'ipotesi secondo cui Samuele avesse costituito una nuova entità politica distinta dal vecchio impero bulgaro. Piuttosto, meritano di essere rimarcate caratteristiche di tipo strategico, in quanto la Macedonia distava molto dai confini bizantini ed era più facilmente difendibile in caso di aggressione. Interessanti appaiono i risultati scoperti dalle più recenti ricerche bulgare, le quali hanno sottolineato il legame etnico di Samuele con i protobulgari, piuttosto che con gli slavi.
L'analisi di questi profili storiografici, a partire da quelli di stampo nazionalistico avanzati all'inizio del Novecento da studiosi jugoslavi per giustificare una propria influenza sulla cultura bulgara medievale e finendo all'attuale dibattito tra storici macedoni e bulgari, rappresenta a giudizio di Mirko Panov una lotta «contro un nemico immaginario». Una delle riflessioni probabilmente più complete relative all'influenza del sovrano è stata compiuta dallo studioso Enrico Morini, il quale ha affermato:
(Enrico Morini, La chiesa ortodossa: storia, disciplina, culto, pp. 150-151)
È fondamentale ricordare che Samuele rese la nuova capitale Ocrida «il centro di un potente movimento monastico e di una chiesa bulgara autocefala che sopravvisse alla riconquista bizantina». Le rovine della grande cattedrale di Prespa lasciano inoltre intuire che Samuele stesse promuovendo un ampio progetto di urbanizzazione. È in sintesi verosimile che il sovrano seppe guadagnarsi la reputazione di buon sovrano tanto per via dei suoi successi militari quanto per via delle sue politiche socio-culturali.

## Influenza culturale

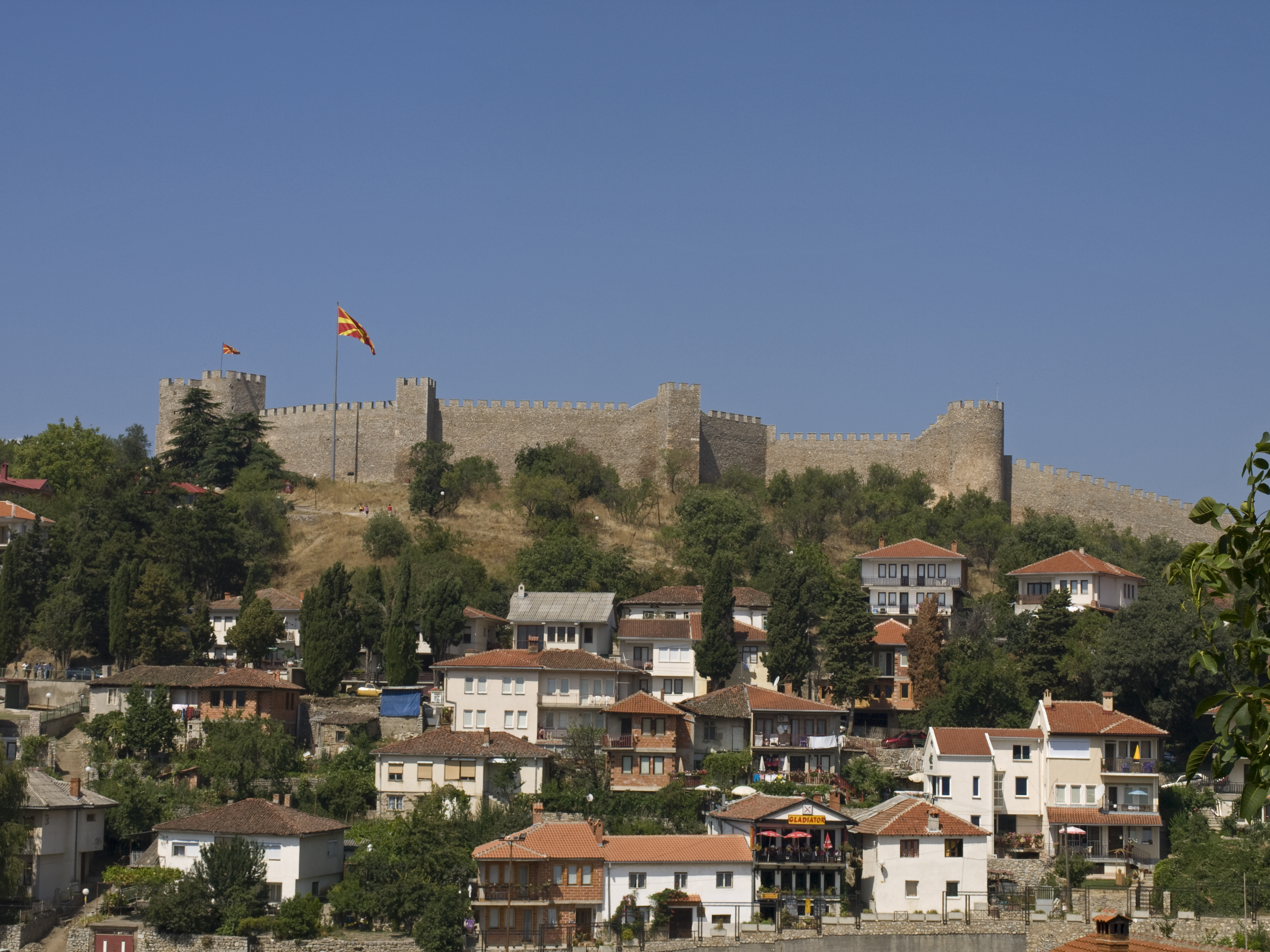
La fortezza di Samuele sormonta la città di Ocrida, in Macedonia del Nord

Tra i sovrani bulgari più noti, la lotta compiuta da Samuele contro i bizantini corrispose a un periodo particolarmente intenso nella storia della Bulgaria. Il gran numero di monumenti e commemorazioni in Bulgaria e Macedonia del Nord, come quelli a Petrič e a Ocrida, lasciano desumere il grande impatto di questa figura storica e il ricordo lasciato nella memoria popolare. Quattro insediamenti bulgari portano il suo nome, così come Samuel Point, una località situata sull'isola Livingston, in Antartide. Samuele è il protagonista di almeno tre romanzi di importanti autori bulgari, ovvero Dimităr Talev, Anton Dončev e Stefan Canev, oltre a essere il personaggio principale nel romanzo greco del 1911 Ai tempi del Bulgaroctono di Penelope Delta, un'autrice la quale segue con scrupolo la sequela di eventi storici narrati dallo storico Steven Runciman. Samuele è infine citato nei versi di Ivan Vazov, Penčo Slavejkov, e Atanas Dalčev.

### Esplicative
1. ↑  Secondo una ricostruzione accademica, fu già dal 972/976 e fino al 997 che Samuele esercitò il potere assieme a Romano, il quale fu lo zar ufficiale fino al 997, quando morì in prigionia nell'Impero bizantino. Romano è menzionato come sovrano in diverse fonti storiche. A titolo di esempio, gli Annali di Yahya di Antiochia definiscono Romano «lo zar» e Samuele «il fedele comandante militare di Romano». Tuttavia, altri storici contestano l'effettiva validità di queste affermazioni, poiché Romano era stato castrato e, pertanto, non gli era possibile rivestire la corona. Esisteva anche un governatore di Skopje di nome Romano che si arrese ai romei nel 1004 (Fine (1991), p. 190), ricevendo il titolo di patrizio da Basilio II e diventando uno stratega bizantino ad Abido. Tuttavia, non si può escludere che si tratti di un semplice caso di omonimia: Lilie et al. (2013) Romano (#26847).
2. ↑  Secondo Zlatarski (Zlatarski (1971), pp. 544, 562), i figli di Pietro I furono inviati a Costantinopoli nel 963 come parte degli accordi finalizzati a prolungare la validità dei trattati di pace del 927. Secondo altri storici, tra cui Andreev (Andreev, Lazarov e Pavlov (2012), p. 41), gli eredi al trono bulgaro furono resi ostaggi da un accordo bulgaro-bizantino contro la Rus' di Kiev nel 968.
3. ↑  Giovanni Scilitze riferisce: «Egli [Pietro] morì poco dopo, dopodiché i suoi figli furono rispediti in Bulgaria per assicurare il trono ancestrale e fermare i "figli del conte" Davide, Mosè, Aronne e Samuele, figli di un potente conte in Bulgaria, poiché essi stavano incitando i bulgari alla rivolta» (Wortley (2010), p. 246). Il dibattito ha assunto una grande rilevanza a livello storiografico. Come ha sottolineato Panov (2019), p. 96, nota 17:

«Sebbene la maggior parte degli studiosi balcanici sia d'accordo sul fatto che la ribellione dei Cometopuli sia avvenuta nel 969, essi sono concettualmente divisi sul fatto che essa abbia portato alla costituzione di uno "Stato bulgaro occidentale" indipendente o di uno "Stato macedone". Srdan Pirivatrié, ritenendo verosimile lo scoppio della ribellione nel 969, sostiene che non esistono fonti utili a ricostruirne l'esito finale. Georgij Ostrogorskij è convinto che non si possa parlare di una rivolta dei Cometopuli prima del 976. L'opinione sostenuta da Werner Seibt e Jadran Ferluga è che sembra "probabile, ma difficile da provare, che i Cometopuli siano riusciti a consolidare la propria autorità nella Macedonia occidentale" prima del 976. Paul Stephenson ammette la possibilità che i Cometopuli abbiano agito in modo indipendente dopo il 969, ma non abbiano cercato di estendere la loro autorità fino alla morte di Giovanni Zimisce nel 976. Jonathan Shepard non esclude la possibilità che i Cometopuli abbiano disertato dal servire Bisanzio, fomentando una ribellione subito dopo la morte di Zimisce, "se non addirittura prima". Vasil Gjuzelev ha considerato il periodo 971-976 alla stregua di un "interregno" in Bulgaria, che fu accompagnato dalle azioni dei Cometopuli.»
4. ↑  Adontz (1965), p. 358.
«Essi [i Cometopuli] fanno la loro prima apparizione durante il regno di Cecaumeno, lo stratega di Larissa [...] (980-983)».
5. ↑  Boris II e Romano erano figli di Pietro I, la cui dinastia governava la Bulgaria dall'epoca del khan Krum (al potere dall'803 all'814).
6. ↑  Sulla base di un'indicazione cronologica sbagliata fornita da Giovanni Scilitze, vari studiosi bulgari hanno ritenuto in passato che Samuele avesse attaccato Tessalonica nel 1004 per vendicarsi della sconfitta riportata sul Vardar e per via della perdita di Pernik (ad esempio (Prokić (1906), p. 30). Attualmente si ritiene che tale attacco ebbe luogo nel 995 (battaglia di Tessalonica), nell'ambito di un contesto storico ben diverso e favorevole alla Bulgaria (Lilie et al. (2013), Ioannes Chaldos (#23166)). A seguito della cattura di Giovanni Caldo, che trascorse a partire dal 995 ventidue anni di prigionia in territorio bulgaro, Basilio nominò nel 995 il summenzionato Niceforo Urano. Per ulteriori dettagli, si rimanda a Hupchick (2017), pp. 295, 313, 315.

### Bibliografiche
1. 1 2  Stephenson (2003), p. 16.
2. 1 2 3  Sullivan (1987), pp. 140-142.
3. 1 2  Argoe (1938), pp. 140-141.
4. 1 2 3  Panov (2019), p. 391.
5. ↑  Andreev, Lazarov e Pavlov (2012), p. 127.
6. 1 2  Panov (2019), p. 398.
7. 1 2  Prokić (1906), p. 28.
8. ↑  Curta (2006), p. 241.
9. ↑  Adontz (1965), p. 37.
10. 1 2 3 4 5 6  Lilie et al. (2013), Samuel Kometopulos (#26983).
11. 1 2 3  Tăpkova-Zaimova (2018), p. 74.
12. 1 2 3 4 5 6  Fine (1991), p. 189.
13. ↑  Fine (1991), p. 161.
14. ↑  Panov (2019), p. 454.
15. 1 2  Fine (1991), p. 182.
16. ↑  Ostrogorskij (2014), pp. 255-256.
17. ↑  Panov (2019), p. 96.
18. 1 2 3  Fine (1991), p. 185.
19. 1 2 3  Ostrogorskij (2014), p. 258.
20. ↑  Fine (1991), p. 186.
21. 1 2  Fine (1991), p. 187.
22. ↑  Ostrogorskij (2014), pp. 258-259.
23. 1 2 3 4  Fine (1991), p. 188.
24. 1 2  Blagoeva (1966), pp. 91-94.
25. ↑  Wortley (2010), pp. 346-347.
26. ↑  Hupchick (2017), p. 250.
27. 1 2  Delev (2006), p. 12.
28. ↑  Antoljak (1985), p. 25.
29. 1 2 3  Božilov e Gjuzelev (1999), pp. 314-315.
30. 1 2 3 4 5 6 7  Hupchick (2017), p. 252.
31. ↑  Zlatarski (1971), p. 615.
32. 1 2 3 4  Ostrogorskij (2014), p. 262.
33. ↑  Nikolov (2005), p. 195.
34. ↑  Westberg (1951), p. 502.
35. ↑  Petrov (1959), p. 133.
36. ↑  Petrov (1959), pp. 133-134.
37. 1 2 3 4 5 6  Hupchick (2017), p. 255.
38. ↑  Tsanev (2006), pp. 252-253.
39. 1 2  Wortley (2010), pp. 434-435.
40. ↑  Fine (1991), pp. 191-192.
41. ↑  Antoljak (1985), p. 35.
42. ↑  Petrov (1959), pp. 169-170.
43. ↑  Seibt (1975), p. 90.
44. 1 2  Rozen (1972), p. 21.
45. ↑  Petrov (1959), p. 134.
46. ↑  Adontz (1965), p. 353.
47. ↑  Rozen (1972), pp. 20-21.
48. ↑  Petrov (1959), pp. 219-225.
49. 1 2 3  Fine (1991), p. 192.
50. ↑  Wortley (2010), pp. 435-436.
51. ↑  Zlatarski (1971), p. 628.
52. ↑  Wortley (2010), p. 436.
53. 1 2 3 4  Ostrogorskij (2014), p. 263.
54. ↑  Talbot e Sullivan (2005), p. 171.
55. ↑  Seibt (1975), pp. 65-69.
56. 1 2  Hupchick (2017), pp. 260-262.
57. 1 2  Hupchick (2017), p. 263.
58. ↑  Wortley (2010), pp. 436-438.
59. ↑  Rozen (1972), p. 27.
60. ↑  Wortley (2010), p. 446.
61. ↑  Hupchick (2017), p. 267.
62. ↑  Zlatarski (1971), pp. 645-647.
63. ↑  Ostrogorskij (2014), pp. 264-265}.
64. ↑  Zlatarski (1971), pp. 651-652.
65. 1 2  Rozen (1972), p. 34.
66. 1 2  Hupchick (2017), p. 270.
67. ↑  Zlatarski (1971), pp. 658-660.
68. ↑  Wortley (2010), p. 449.
69. ↑  Wortley (2010), pp. 449-450.
70. 1 2  Hupchick (2017), pp. 270-271.
71. ↑  Wortley (2010), p. 450.
72. ↑  Stephenson (2003), p. 17.
73. ↑  Curta (2006), p. 242.
74. ↑  Andreev, Lazarov e Pavlov (2012), pp. 331-334.
75. ↑  Rozen (1972), p. 43.
76. ↑  Cronaca del Prete di Doclea, p. 330.
77. 1 2  Antoljak (1985), p. 66.
78. 1 2  Curta (2006), p. 380.
79. 1 2 3 4 5 6 7 8 9 10 11 12  Hupchick (2017), p. 273.
80. 1 2 3 4 5  Fine (1991), p. 196.
81. ↑  Fine (1991), pp. 196-197.
82. 1 2  Cronaca del Prete di Doclea, p. 331.
83. 1 2 3 4  Hupchick (2017), p. 274.
84. ↑  Cronaca del Prete di Doclea, p. 334.
85. 1 2  Wortley (2010), p. 451.
86. 1 2  Fine (1991), p. 194.
87. ↑  Holmes (1999), pp. 264-265.
88. 1 2 3  Hupchick (2017), p. 276.
89. ↑  Antoljak (1985), pp. 78-80.
90. ↑  Andreev, Lazarov e Pavlov (2012), p. 125.
91. 1 2  Wortley (2010), p. 452.
92. 1 2  Prokić (1906), p. 30.
93. ↑  Talbot e Sullivan (2005), pp. 118-119.
94. ↑  Zlatarski (1971), p. 681.
95. 1 2 3  Hupchick (2017), p. 277.
96. ↑  Wortley (2010), pp. 452-454.
97. 1 2  Curta (2006), p. 248.
98. ↑  Curta (2006), pp. 248, 250.
99. ↑  Nemerkényi (2016), p. 489.
100. ↑  Kosev (1973), p. 150.
101. 1 2  (EN) Frederick B. Chary, The History of Bulgaria, ABC-CLIO, 2011,  p. 11, ISBN 978-03-13-38447-9.
102. ↑  Fine (1991), pp. 195-196.
103. ↑  Nemerkényi (2016), pp. 492-493.
104. ↑  Hupchick (2017), p. 278.
105. ↑  Kosev (1973), pp. 151-152.
106. ↑  Wortley (2010), pp. 454-455.
107. ↑  Hupchick (2017), p. 279.
108. ↑  Ivanov (1970), p. 557.
109. ↑  Hupchick (2017), pp. 279-280.
110. 1 2 3 4  Hupchick (2017), p. 280.
111. ↑  Wortley (2010), p. 455.
112. ↑  Hupchick (2017), pp. 280-281.
113. 1 2 3  Hupchick (2017), p. 281.
114. ↑  Wortley (2010), p. 454.
115. ↑  Lilie et al. (2013), Ioannes Chaldos (#23166).
116. ↑  Hupchick (2017), pp. 295, 313, 315.
117. 1 2  Hupchick (2017), p. 282.
118. ↑  Ostrogorskij (2014), p. 268.
119. ↑  Madgearu (2013), pp. 54-55.
120. ↑  Madgearu (2013), p. 55.
121. ↑  Hupchick (2017), p. 283.
122. ↑  Hupchick (2017), p. 316, nota 91.
123. 1 2  Zlatarski (1971), pp. 689-690.
124. 1 2 3  Wortley (2010), p. 457.
125. 1 2 3 4  Hupchick (2017), p. 285.
126. ↑  Hupchick (2017), pp. 285-286.
127. 1 2  Hupchick (2017), p. 286.
128. 1 2  Davies (2006), p. 362.
129. ↑  Hupchick (2017), p. 289.
130. ↑  Hupchick (2017), pp. 288-289.
131. ↑  Tăpkova-Zaimova (2018), p. 274.
132. ↑  Hupchick (2017), pp. 289-290.
133. 1 2  Fine (1991), p. 198.
134. ↑  Morini (1996), p. 151.
135. ↑  Zlatarski (1971), p. 699.
136. 1 2  Hupchick (2017), p. 288.
137. 1 2  Hupchick (2017), p. 291.
138. ↑  Zlatarski (1971), pp. 742-744.
139. ↑  Zlatarski (1971), pp. 736-737.
140. ↑  Madgearu (2013), p. 56.
141. ↑  Curta (2006), p. 359.
142. ↑  Lilie et al. (2013) Agathe (#20171).
143. ↑  Lilie et al. (2013), Kosara (#24095).
144. 1 2  Tăpkova-Zaimova (2018), p. 7.
145. ↑  Tăpkova-Zaimova (2018), p. 212.
146. ↑  Zlatarski (1971), p. 832, Appendice 3.
147. ↑  (EN) David Marshall, The Bulgarians: From Pagan Times to the Ottoman Conquest, Westview Press, 1976, ISBN 978-08-91-58530-5.
148. ↑  (FR) Steban Asoghik, L'histoire universelle, Parigi, 1907  [1859],  p. 37.
149. ↑  Adontz (1965), pp. 347-407.
150. ↑  (BG) Ĭordan Ivanov, Произход su Самуиловия род. в [Origini della famiglia di Samuele], collana Сборник в чест на В. No. Златарски, Sofia, 1925.
151. ↑  Tăpkova-Zaimova (2018), p. 17.
«L'iscrizione recita testualmente: "Nel nome del Padre, del Figlio e dello Spirito Santo. Io, Samuele, servo di Dio, ho scritto su questa croce in memoria di /mio/ padre e /mia/ madre e /mio fratello. Questi sono i nomi dei defunti: Nicola, servo di Dio, /Ripsima e/ Davide. Scritta nell'anno della Creazione 6501 (993 d.C.), sesta indizione".»
152. 1 2  Adontz (1965), pp. 387-390.
153. 1 2  (EN) Edouard Selian, The Coat of Arms of Emperor Samuel, in American Chronicle, 2009.
154. ↑  (EN) C. Borey, The Macedonian Digest, in From the readers for the readers, n. 40, aprile 2009. URL consultato l'11 agosto 2023 (archiviato dall'url originale il 25 giugno 2009).
155. ↑   Stavros Tzimas, Le ossa di Samuele, lo scambio e il contesto, su Kathimerini.gr, 7 ottobre 2014. URL consultato l'11 agosto 2023.
156. ↑   Petar Dobrev, Le ossa dello zar Samuele stanno ancora arrivando a Tarnovo, vicino alla tomba di Kalojan, su vestnik.bg, 18 aprile 2007. URL consultato l'11 agosto 2023.
157. ↑  (EN) Blaže Minevski, What did Tsar Samuel look like?, in Nova Makedonija, traduzione di Parmeniov, 26 agosto 2021. URL consultato l'11 agosto 2022.
158. 1 2 3 4 5  Fine (1992), p. 191.
159. 1 2  Panov (2019), p. 395.
160. ↑  Panov (2019), pp. 395-396.
161. ↑  (EN) Jim Bradbury, The Routledge Companion to Medieval Warfare, collana Routledge Companions to History, Routledge, 2004,  p. 172, ISBN 1134598475.
162. ↑  Le migrazioni avvenute durante i primi secoli bizantini cambiarono anche il significato del termine geografico Macedonia, che sembra essersi spostato verso est insieme a parte della popolazione non slava dell'antica provincia romana. All'inizio del IX secolo fu istituita un'unità amministrativa nell'attuale Tracia (divisa tra le moderne Bulgaria, Grecia e Turchia), il cui centro principale era Adrianopoli. Qui nacque l'imperatore Basilio I (867-886), fondatore della cosiddetta dinastia macedone di Bisanzio: (EN) Dimitar Bečev, Historical Dictionary of the Republic of Macedonia, Scarecrow Press, 2009,  p. III, ISBN 0810862956.
163. ↑  (EN) Alexandru Madgearu, The Wars of the Balkan Peninsula: Their Medieval Origins, a cura di Martin Gordon, Scarecrow Press, 2008,  p. 181, ISBN 978-08-10-85846-6.
164. ↑  Panov (2019), p. 397.
165. ↑  Morini (1996), pp. 150-151.
166. ↑  (BG) Dimitae Talev, Самуил — цар български, Abagar, 1998, ISBN 9545842385.
167. ↑  Panov (2019), p. 303.
168. ↑  (BG) Ivan Vazov, ОПЪЛЧЕНЦИТЕ НА ШИПКА. 11 agosto 1877, in LiterNet, vol. 55, n. 6, 11 giugno 2004.
169. ↑  (BG) Penčo Slavejkov, ЦАР САМУИЛ, su Виртуална библиотека - Българи. URL consultato l'11 agosto 2023.
170. ↑  (BG) Atanas Dalčev, Към родината, su chitanka.info. URL consultato l'11 agosto 2023.

### Fonti primarie
- Gerardo di Csanad, Legenda Sancti Gerhardi episcopi [The Deliberatio of Bishop Saint Gerard of Csanád] (PDF), a cura di Előd Nemerkényi, Trivent Publishing, 2016.
- Giovanni Scilitze, John Skylitzes: A Synopsis of Byzantine History, 811–1057, a cura di John Wortley, Cambridge, Cambridge University Press, 2010, ISBN 978-0-521-76705-7.
- Ferdo Šišić (a cura di), Cronaca del Prete di Doclea, Belgrado-Zagabria, Accademia reale serba, 1928.

### Fonti secondarie
- (FR) Nikolaj Adontz, Samuel l'Armenien, Roi des Bulgares, collana Études Arméno-Byzantines, Lisbona, Livraria Bertrand, 1965.
- (BG) Ĭordan Andreev, Ivan Lazarov e Plamen Pavlov, Кой кой е в средновековна България [Chi è Chi nella Bulgaria Medievale], Iztok Zapad, 2012, ISBN 978-619-152-012-1.
- (EN) Stjepan Antoljak, Samuel and His State, traduzione di Eran Frankel, Zoran Anchevski, Macedonian Review Editions, 1985.
- (EN) Kostis Tamias Argoe, John Kyriotes Geometres, a tenth century Byzantine writer, Madison, University of Wisconsin Press, 1938.
- (BG) B. Blagoeva, Исторически преглед [Rassegna storica], collana За произхода на цар Самуил [Circa l'origine del re Samuele], 2ª ed., 1966.
- (BG) Ivan Božilov, Vasil Gjuzelev, История на средновековна България VII–XIV век [Storia della Bulgaria Medievale (secoli VII-XIV)], Sofia, Anubis, 1999, ISBN 954-426-204-0.
- (EN) Florin Curta, Southeastern Europe in the Middle Ages, 500-1250, Cambridge, Cambridge University Press, 2006, ISBN 978-0-511-81563-8.
- Norman Davies, Storia d'Europa, vol. 1-2, Pearson Italia S.p.a., 2006, ISBN 978-88-42-49964-0.
- (BG) P. Delev, 10. Златният век на българската култура [10. L'età dell'oro della cultura bulgara], collana Istoria i tsivilizatsia za 11. klas, Sofia, Trud, 2006, ISBN 954-9926-72-9.
- (EN) John Van Antwerp Jr. Fine, The Early Medieval Balkans: A Critical Survey from the Sixth to the Late Twelfth Century, Ann Arbor, University of Michigan Press, 1991, ISBN 0-472-08149-7.
- (EN) Catherine J. Holmes, Basil II and the Government of Empire, VIII, Oxford University Press, 1999.
- (EN) Dennis P. Hupchick, The Bulgarian-Byzantine Wars for Early Medieval Balkan Hegemony, Springer, 2017, ISBN 978-3-319-56206-3.
- (BG) Ĭordan Ivanov, Български старини из Македония [Antichità bulgare dalla Macedonia], bg, Nauka i izkustvo, 1970  [1931], OCLC 3736478.
- (BG) D.K. Kosev, Първият брак на Гаврил Радомир [Il primo matrimonio di Gavril Radomir], Nauka i izkustvo, 1973, OCLC 23538214.
- (DE) Ralph-Johannes Lilie, Claudia Ludwig, Beate Zielke e Thomas Pratsch, Prosopographie der mittelbyzantinischen Zeit Online. Berlin-Brandenburgische Akademie der Wissenschaften. Nach Vorarbeiten F. Winkelmanns erstellt, Berlino e Boston, Walter de Gruyter, 2013, DOI:10.1515/pmbz.
- (EN) Alexandru Madgearu, Byzantine Military Organization on the Danube, 10th-12th Centuries, Brill, 2013, ISBN 978-90-04-25249-3.
- Enrico Morini, La chiesa ortodossa: storia, disciplina, culto, collana Storia e cultura, Edizioni Studio Domenicano, 1996, ISBN 978-88-70-94237-8.
- (BG) Georgij Nikolov, Централизъм и регионализъм в ранносредновековна България (края на VII — началото на ХІ в.) [Centralismo e regionalismo nella Bulgaria altomedievale (fine VII - inizio XI secolo)], Sofia, 2005, ISBN 954-430-787-7.
- Georgij Ostrogorskij, Storia dell'Impero bizantino, traduzione di Piero Leone, Torino, Einaudi, 2014, ISBN 978-88-06-22416-5.
- (EN) Mitko B. Panov, The Blinded State: Historiographic Debates about Samuel Cometopoulos and His State (10th-11th Century), BRILL, 2019, ISBN 978-90-04-39429-2.
- (BG) Peter Petrov, 135-190, in Образуване и укрепване на западната Българска държава [Formazione e rafforzamento dello stato bulgaro occidentale], LIII/2, Annuario dell'Università di Sofia (FIF), 1959.
- (DE) Božidar Prokić, Die Zusätze in der Handschrift des Johannes Scylitzes, LXXIV, Monaco di Baviera, H. Kutzner, 1906, OCLC 11193528.
- (RU) Viktor R. Rozen, Император Василий Болгаробойца: извлечения из летописи Яхи Антиохийскаго [L'imperatore Basilio il Bulgaroctono: estratti dagli annali di Yahia di Antiochia], Londra, Variorum Reprints, ISBN 978-09-02-08939-6.
- (DE) Werner Seibt, 89, in Untersuchungen zur Vor- und Frühgeschichte der bulgarischen Kometopulen, Handes Amsorya, 1975,  pp. 65-98.
- (EN) Paul Stephenson, The legend of Basil the Bulgar-slayer, Cambridge University Press, 2003, ISBN 0-521-81530-4.
- (EN) Denis F. Sullivan, The life of St Nikon, Hellenic College Press, 1987, ISBN 0917653297.
- (EN) Alice-Mary Maffry Talbot e Denis F. Sullivan, The History of Leo the Deacon: Byzantine Military Expansion in the Tenth Century, Dumbarton Oaks, 2005, ISBN 978-0-88402-324-1.
- (EN) Vasilka Tăpkova-Zaimova, Bulgarians by Birth: The Comitopuls, Emperor Samuel and their Successors, BRILL, 2018, ISBN 978-90-04-35299-5.
- (BG) Stefan Tsanev, Българск хроники [Cronache bulgare: una poesia], I, Sofia, Trud, 2006, ISBN 978-95-45-28610-0.
- (DE) Friedrich Westberg, Die Fragmente des Toparcha Goticus (Anonymus Tauricus aus dem 10. Jahrhundert, Lipsia, Zentralantiquariat, 1951, OCLC 74302950.
- (BG) Vasil Zlatarski, История на българската държава през Средните векове [Storia dello stato bulgaro nel Medioevo], II, Sofia, Nauka i izkustvo, 1971  [1927].